# Mănăstirea Strehaia

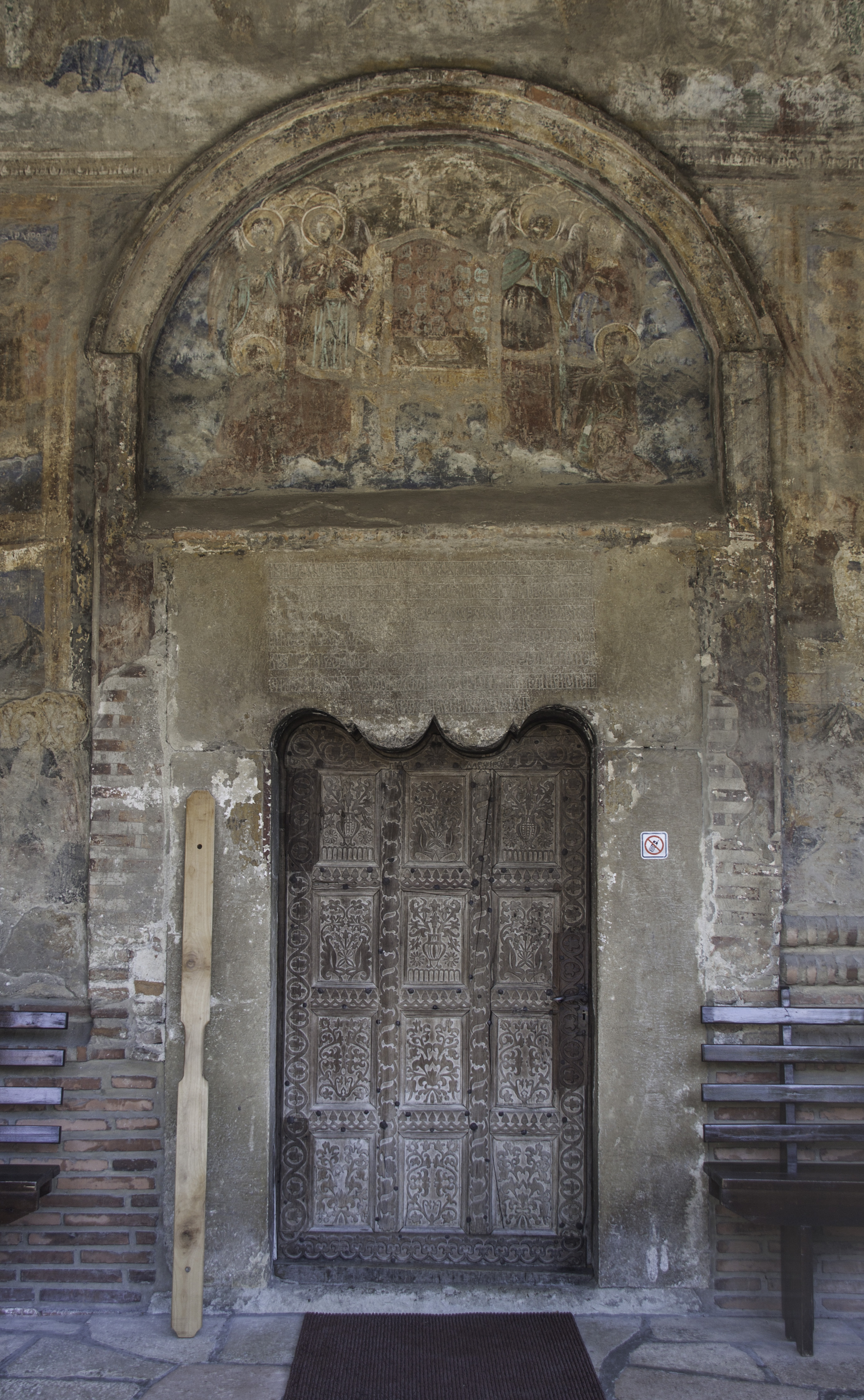
Portalul intrării în biserica mănăstirii, foto: iulie 2012

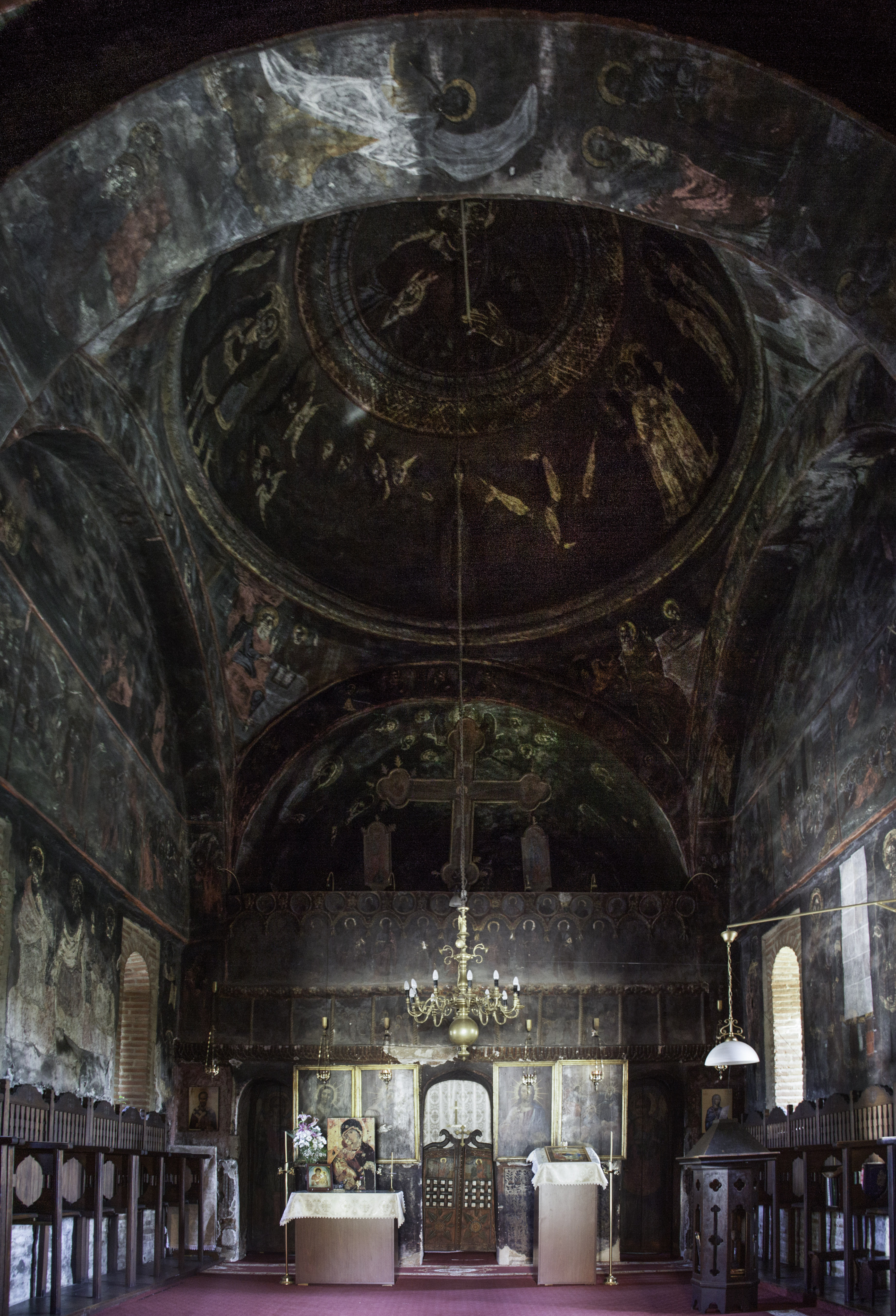
Interiorul navei şi cupola interioară, foto: iulie 2012

Mănăstirea Strehaia este o mănăstire ortodoxă din România situată în orașul Strehaia, județul Mehedinți. Mănăstirea Strehaia s-a constituit în curtea domnească a lui Matei Basarab, ridicată spre mijlocul secolului al XVII-lea, și își are originile în curtea boierilor Craiovești. Craioveștii au fost una dintre cele mai însemnate familii nobiliare din Țara Românească, din care s-au ridicat domnitori pământeni și un număr mare de funcționari în structura politică și administrativă a Țării Românești. Ansamblul mănăstiresc fortificat, compus din turn de intrare, ziduri de apărare și prețioasa lui biserică, precum și ruinele vechii reședințe domnești, se află pe noua listă a monumentelor istorice având cod LMI MH-II-a-A-10406. Mănăstirea se găsește la câțiva zeci de metri de drumul european E70 ce leagă Timișoara de București.

## Istoric
Ansamblul fortificat mănăstiresc de la Strehaia și evenimentele mai semnificative legate de el au atras atenția unei pleiade de cercetători din timpurile cele mai vechi până în prezent.

### Curtea boierilor craiovești
Date istorice și arheologice dovedesc existența unei curți boierești în acest loc începând cu secolul 14. Izvoarele istorice medievale relevă importanța curții de la Strehaia ca reședință de origine a boierilor Craiovești, una dintre cele mai însemnate familii nobiliare din Țara Românească. Din timp în timp, curtea a fost centrul băniei de Severin, de Strehaia și de Mehedinți și chiar reședință domnească temporară, în timpul domniei lui Radu Mihnea. Tot aici, în incinta curții boierești, a funcționat între anii 1474-1504 mitropolia de Severin a Țării Românești.

### Curtea fortificată a lui Matei Basarab
Vechea curte a boierilor craiovești a intrat în prima parte a secolului 17, prin moștenire, în proprietatea lui Matei Basarab, domn pământean al Țării Românești. Între anii 1640-1650, Matei Basarab a modernizat și adaptat vechea curte la nevoile și ambițiile sale. El a refăcut biserica paraclis și a mărit casa, apoi a întărit curtea cu ziduri crenelate, turn de poartă, valuri și șanțuri de apărare. Ansamblul fortificat din zilele noastre păstrează în mare parte formele pe care i le-a dat Matei Basarab.
Biserica din cadrul ansamblului fortificat din Strehaia a fost ridicată cu cheltuiala lui Matei Basarab până în anul 1645. Momentul consacrării bisericii a fost surprins într-o pisanie sculptată în piatră peste intrarea în pronaosul bisericii. „Acistî Svăntî besearicî dupî voia și cu ajutoriul lui Dumnezeu ziditu-se-a de ăn temei cu porunca și cu cheltuiala pre luminatului și milostivului domn Io Matei Basărăbî voevod a toatî Țara Rumâneascî împreunî cu doamna sa gospoja Ilena, întru prea-înaltul și de toți închinatul nume al preasvintei și de viiațî fâcâtoarei Troițe, într-al treisprăzeacele anu de domniia loru, vă leato bâitia mira 7153 i spăsenia mira 1645; și s-a săvârșit în luna lui august 1 dnă." Conform inscripției, biserica a fost ridicată din temelii. Pictura interioară din naos, pe peretele dinspre pronaos, păstrează în dreapta imaginea ctitorului Matei Basarab și a soției sale Ileana ținând în mâini macheta bisericii, precum și al fiului lor Matei. În partea stângă, dincolo de golul ușii, apar trei boieri, strămoși ai ctitorului: „jupan Barbu Craiovescu biv vel ban, jupan Părvu biv vel vornic, jupan Danciu biv vel vornic”. Prezența acestor boieri din secolele 15-16 în pictura bisericii poate sugera rolul lor de ctitori ai unei biserici paraclis anterioare, ce a servit  boierilor craiovești, pe același loc din curtea lor de la Strehaia.

### Transformarea în mănăstire domnească
Prima atestare a mănăstirii de la Strehaia apare într-o danie a domnitorului Matei Basarab din 11 decembrie 1649. Nu ne este cunoscut vreun act de fundare și de funcționare al mănăstirii, după modelul tipiconului bizantin. Se păstrează în schimb documentul de înzestrare al mănăstirii cu un domeniu de nouă sate din împrejurimi, datat în primăvara anului următor, în 6 martie 1650. Matei Basarab  lasă de știre în acest document că „satele de cumpărătura domniei mele le-am dat și le-am închinat ... la sfânta mănăstire a domniei mele de la Strehaia ... ca să fie sfintei mănăstiri de hrană și călugărilor de trebuință, iar domniei mele și părinților domniei mele vecinică pomenire.” Matei Basarab a pus astfel fundațiile unei mănăstiri domnești, pe care o lasă în grija urmașilor săi pe tronul țării: „supt blestem am pus domnia mea, după trecerea domniei mele, pre carele îl va alege Domnul Dumnezeu a fi domn și stăpân Țării Rumânești sau din neamul domniei mele sau dintr-alt neam, îl rog ca să cinstească și să înnoiască și să întărească această carte a domniei mele pe aceste moșteniri după tocmeala ce s-au scris mai sus”. Pentru a asigura dăinuirea ctitoriei sale, Matei Basarab pecetluiește cu blestem și invocă un vechi obicei al țării prin care domnii care vor întării averea mănăstiri se bucură la rândul lor de binefaceri spirituale „și să se chiame și domnia lui ctitor nou la mănăstire”.
Mănăstirea domnească stătea sub directa ascultare a scaunului de domnie, de unde erau numiți sau confirmați egumenii mănăstirii. Domnii țării, în succesiunea lor, erau de drept considerați patroni și protectori precum și proprietarii de facto ai mănăstirii. Din punct de vedere religios, mănăstirea era subordonată mitropoliei Țării Românești și ierarhiei intermediare a episcopiei de Râmnic.

### Vizita patriarhului Macarie
În vara anului 1657, la numai câțiva ani de la transformarea curții domnești în mănăstire, Paul de Alep, venit în vizită la mănăstire în suita patriarhului Macarie al III-lea al Antiochiei, a făcut o scurtă descriere a complexului fortificat. Din această descriere se pot întrevedea atât ansamblul cu părțile sale principale cât și modul în care mănăstirea era percepută în epocă. În plus, autorul însemnărilor ne dă indirect o lămurire asupra transformării curții domnești în mănăstire, aceasta având loc sub presiunea celor care vedeau în această fortificație o posibilă provocare la adresa suzeranității otomane asupra Țării Românești. „Am intrat în această mănăstire cu adevărat măreață, așezată într-o câmpie și clădită de răposatul Matei Voievod. Seamănă cu o cetate mare și are ziduri puternice de incintă, cu multe creneluri. Înlăuntru este o fântână frumoasă cu apă curgătoare, de-asupra căreia s-a ridicat un turn puternic și înalt. Deasupra porții mănăstirii se află clopotnița, foarte înaltă, clădită într-un stil măreț, avântat. Porțile sunt de fier și sunt noi; chiliile sunt frumos clădite, iar bucătăria și grajdurile sunt toate boltite cu piatră. Se spune că, mai întâi, domnul a început să construiască biserica din apropierea acelui sat, apoi a înfrumusețat locul de acolo și a început să construiască curtea, adică palatul său personal. După ce acesta a fost terminat, mai mulți i-au spus: <Dar ceea ce se cere este să o prefaci într-o mănăstire>. El a răspuns <Este pe cale de a fi prefăcută într-o mănăstire>; și a terminat clădirea în acest fel. Din această cauză, construcția mănăstirii este de o mare frumusețe, trainică și bine întărită. În centrul curții este așezată pivnița sau încăperile boltite pentru păstrarea vinului, iar de-asupra acestora sunt camere mărețe și un divan mare, cu un pridvor în jur, folosit ca loc de ospăț. Toate aceste clădiri sunt spoite cu var și pe dinăuntru și pe dinafară. În partea de răsărit a mănăstirii nu sunt chilii pentru călugări, ci numai ziduri puternice de incintă, deasupra cărora se află o clădire mândră, care cuprinde o sală frumoasă și o sală de mâncare unde sufletul este ușurat de griji datorită veseliei priveliștii. De jur împrejur sunt grădini și o apă curgătoare care curge dintr-un izvor și se varsă într-un heleșteu din apropiere. Biserica este foarte frumoasă și este împodobită cu tot felul de ornamente, fiind zugrăvită atât pe dinăuntru, cât și pe dinafară. Într-un cuvânt, este o mănăstire domnească și este foarte prețuită în această țară pentru frumusețea sa și pentru întăriturile sale. Noi n-am întâlnit, desigur, nici o altă mănăstire deopotrivă cu aceasta. Priveliștea larg deschisă asupra locurilor din jur este deosebit de înveselitoare pentru suflet."

### Renovarea din 1826
La începutul secolului 19, a fost întreprins un amplu șantier de reparații și renovări ce a cuprins întregul complex monastic. Amploarea lucrărilor și inițiatorul acestora au fost surprinse în pisania pictată peste intrare, în pronaos. „Cu ajutoriul Sfintei și de viiață făcătoarei Troiță, acum iarăși de iznoavă sau zugrăvit sfânta mănăstire, atăt înlăuntru din început până în sfărșăt, precum și pă din afară s-au zugrăvit de sfințiia sa părintele protosinghelu chir Axintie egumenu sfintei mănăstiri Bistrița și al aceștii mănăstiri Străhaia; atâta s-au nevoit cu zugrăveala căt și cu învălișu, făcănd de iznoavă grajdu, cuhni, meremetasind și învălind toate casele și chiliile fiind cu toate dărăpănate; asemene meremetasind și mai înălțănd și zidu curții de jur împrejur, făcănd și foișoru cel de la făntănă, șăndilind și dregănd și făntăna. Aceste mai sus arătate lucruri s-au făcut cu toată cheltuiala prea sfinții sale, în zilele prea înălțatului nostru domn Io Grigorie Dimitriu Voevod; 1826 avg[u]st 10. Barbu zu[grav] mart[ie] 8."

## Pictură
După însemnările lui Paul de Alep, aflăm că biserica a fost zugrăvită dintr-un început și pe din afară și pe dinăuntru. Pictura interioară veche este puțin cunoscută dar se păstrează încă sub actualul strat de pictură, adăugat la începutul secolului 19.

## Imagini

vedere de ansamblu, 1731
planul mănăstirii și al fortificațiilor, 1731

### Imagini 1913

plan de situație
mănăstirea
turnul clopotniței
biserica

### Imagini 1927

ansamblul mănăstirii
turnul clopotniță
biserica, sud-vest
biserica, vest
intrarea în biserică
intrarea în naos
tâmpla

### Imagini recente

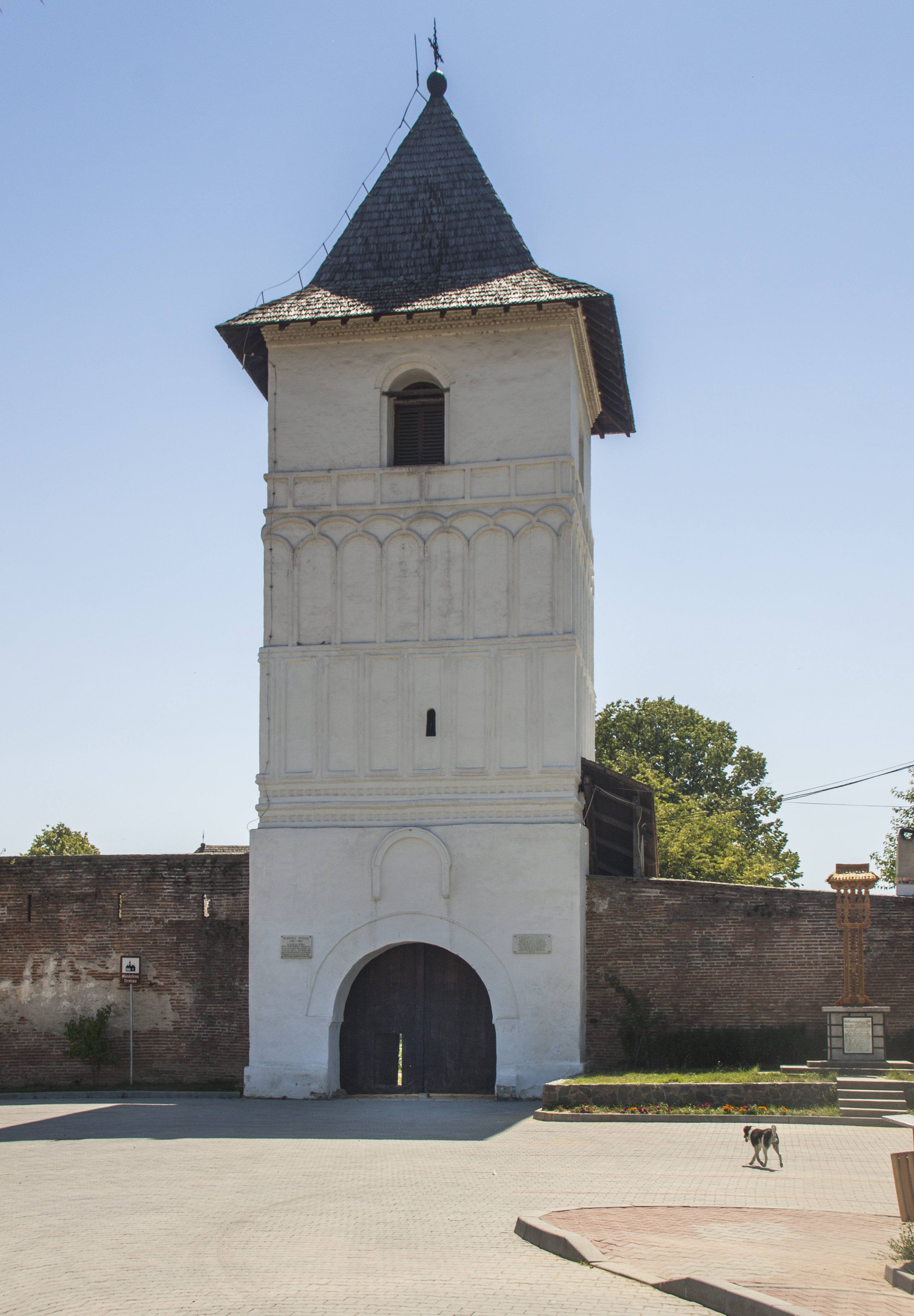
turn
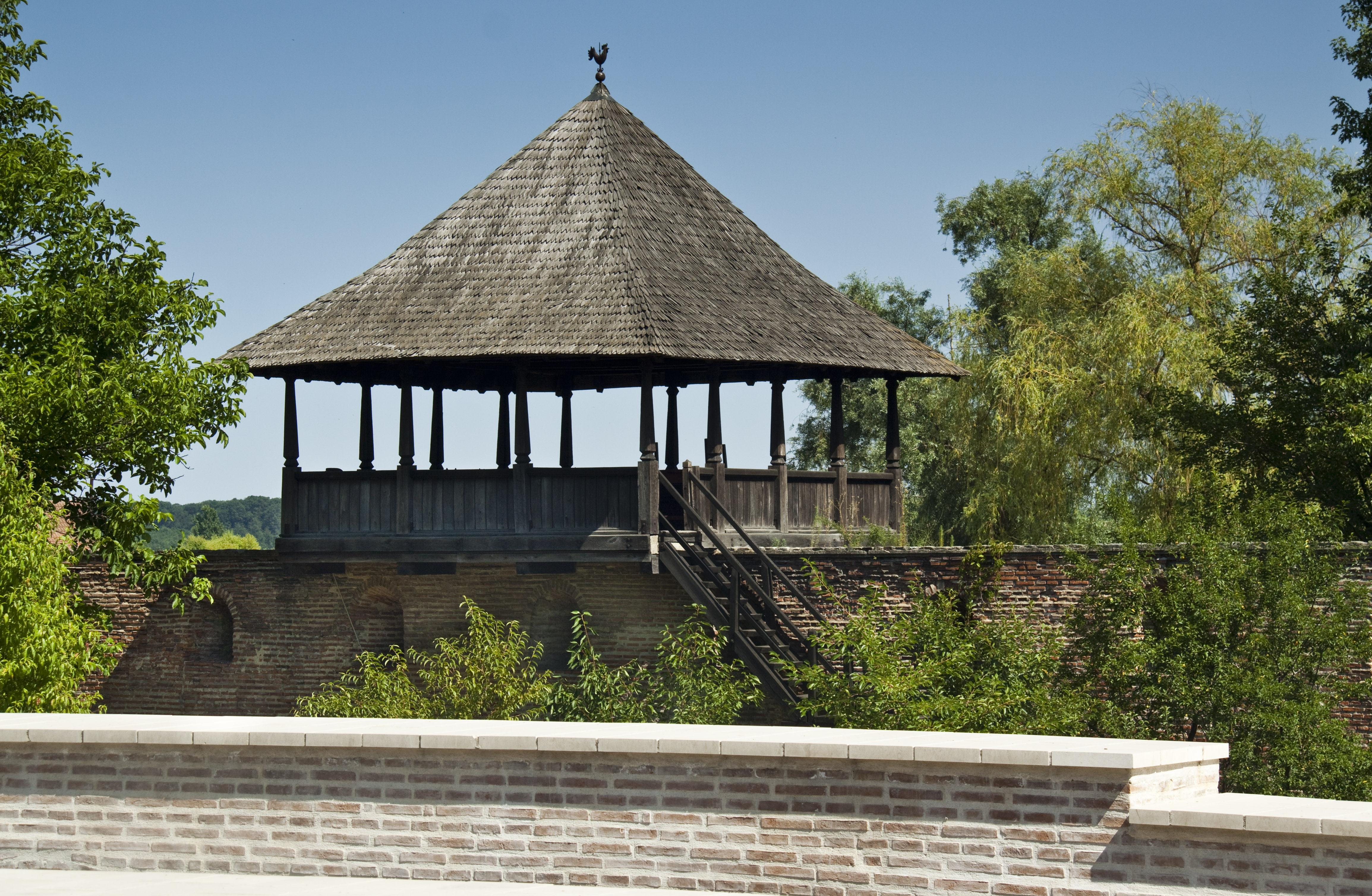
foișor
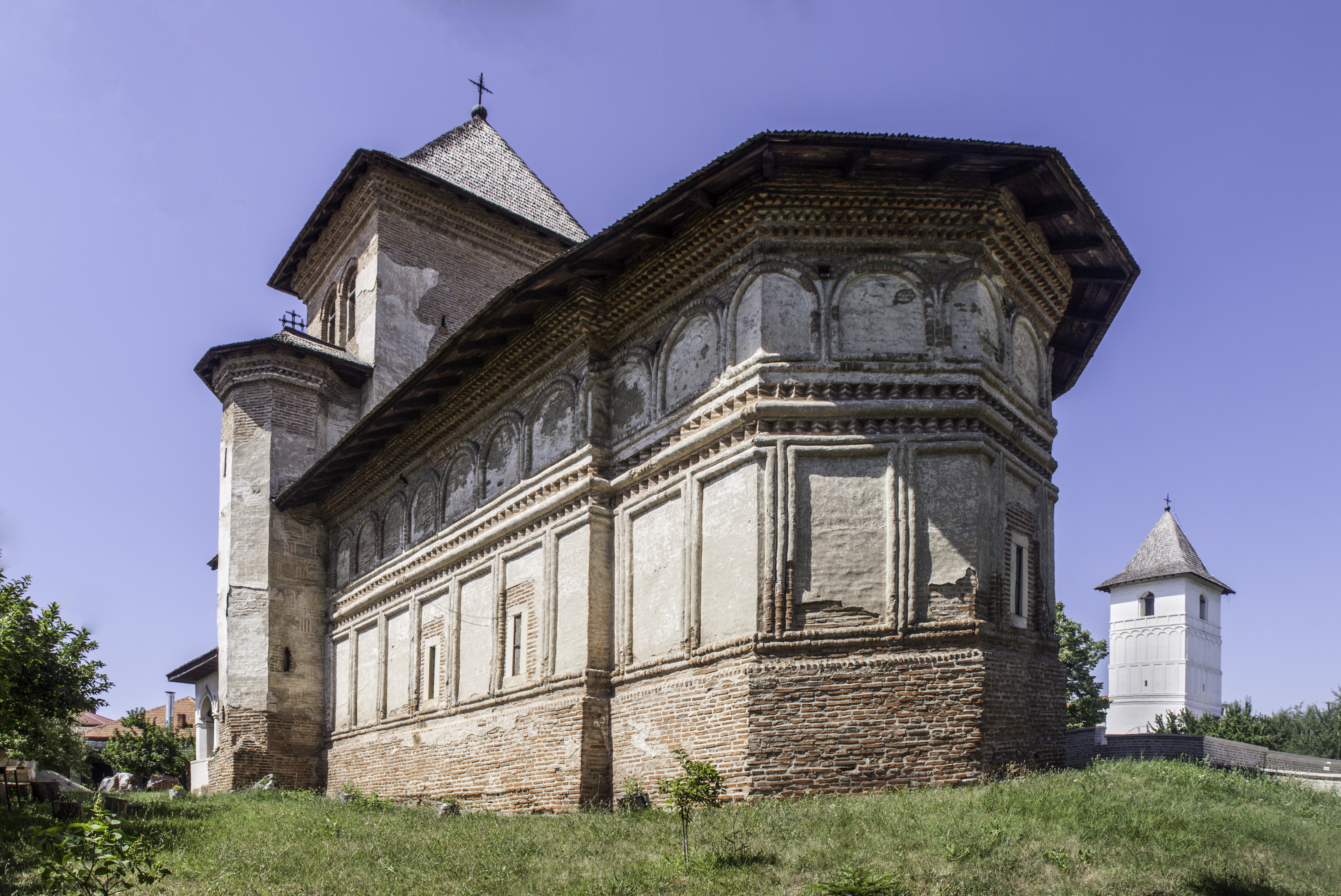
sud
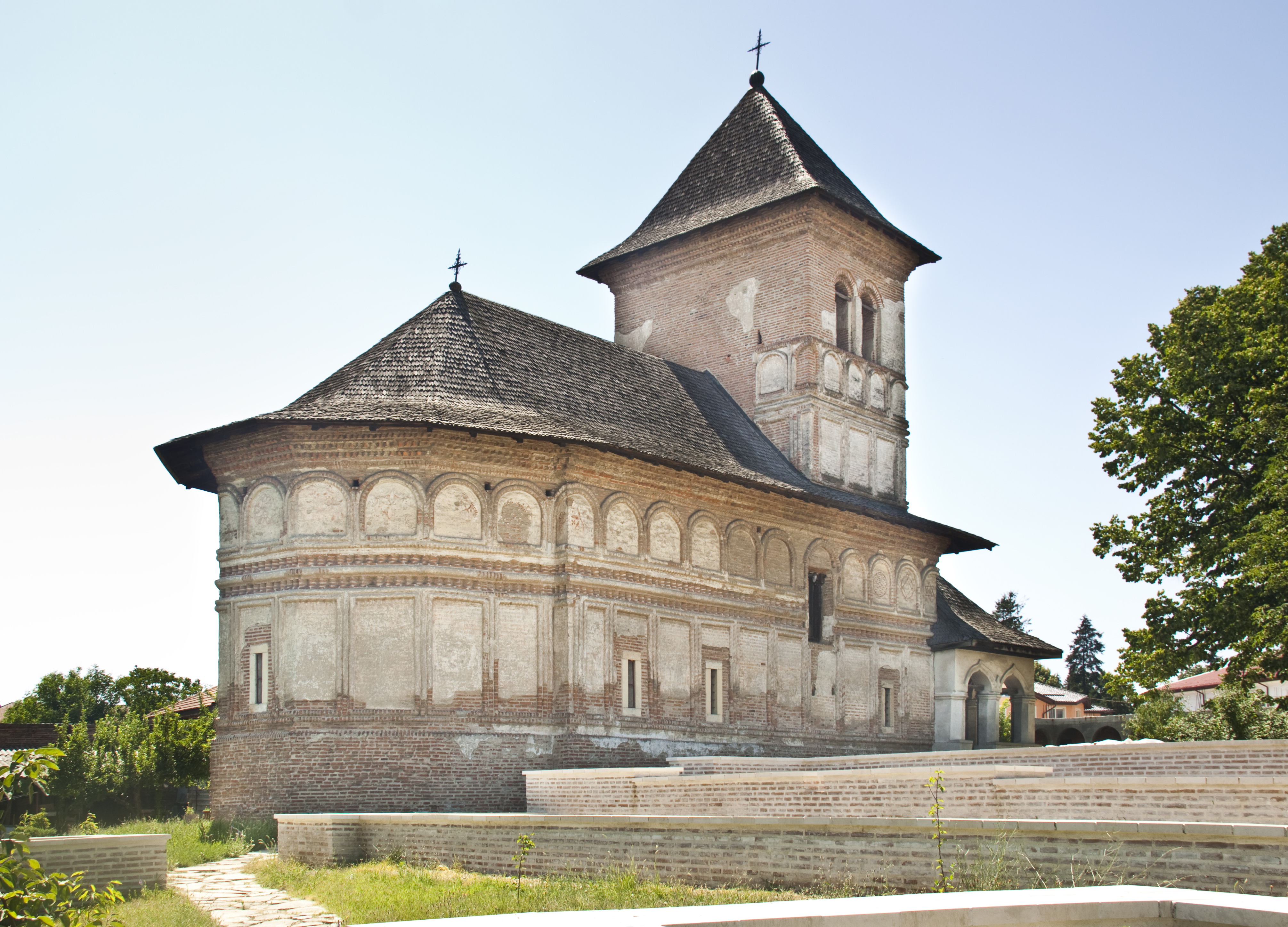
est
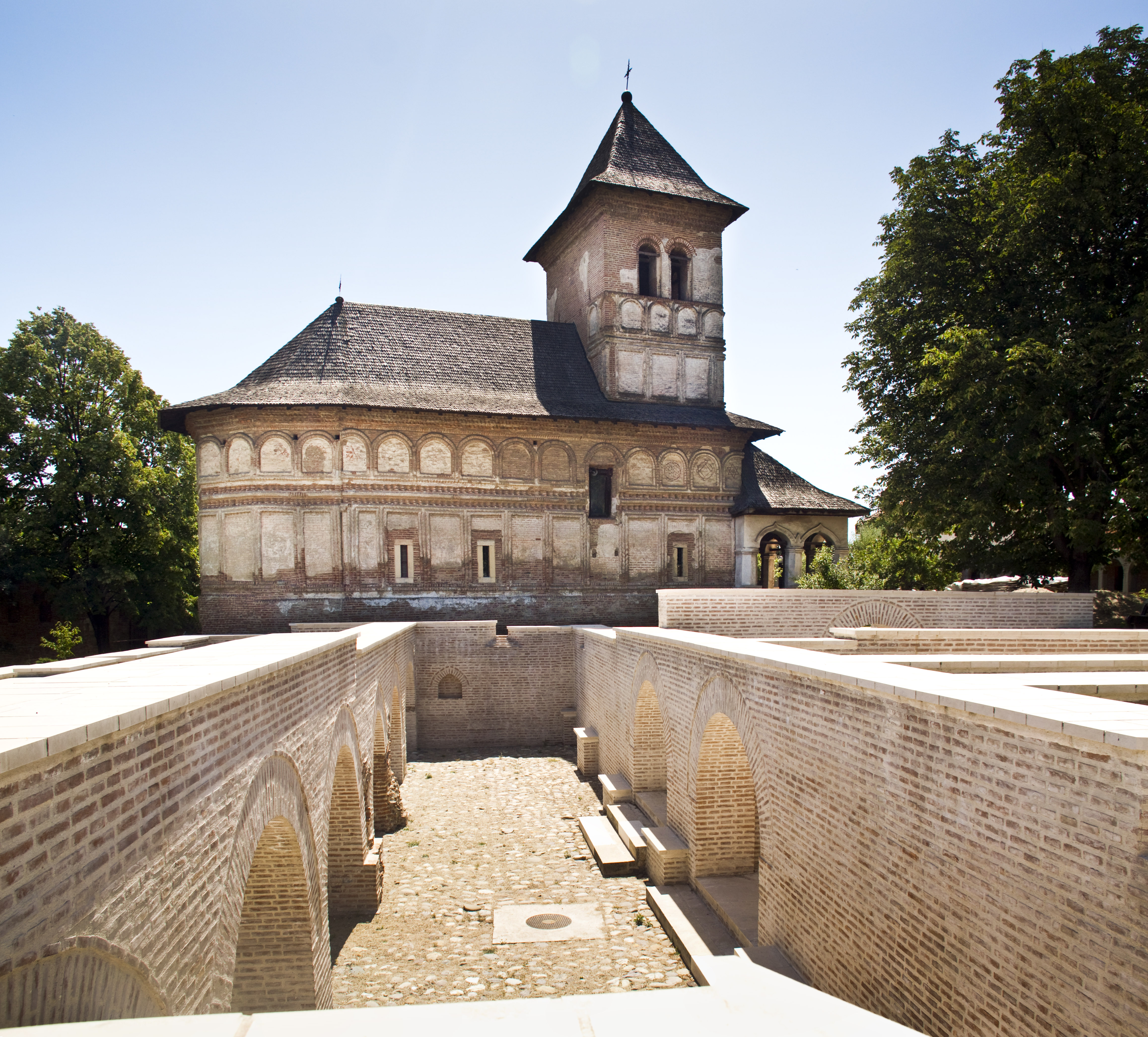
nord-est
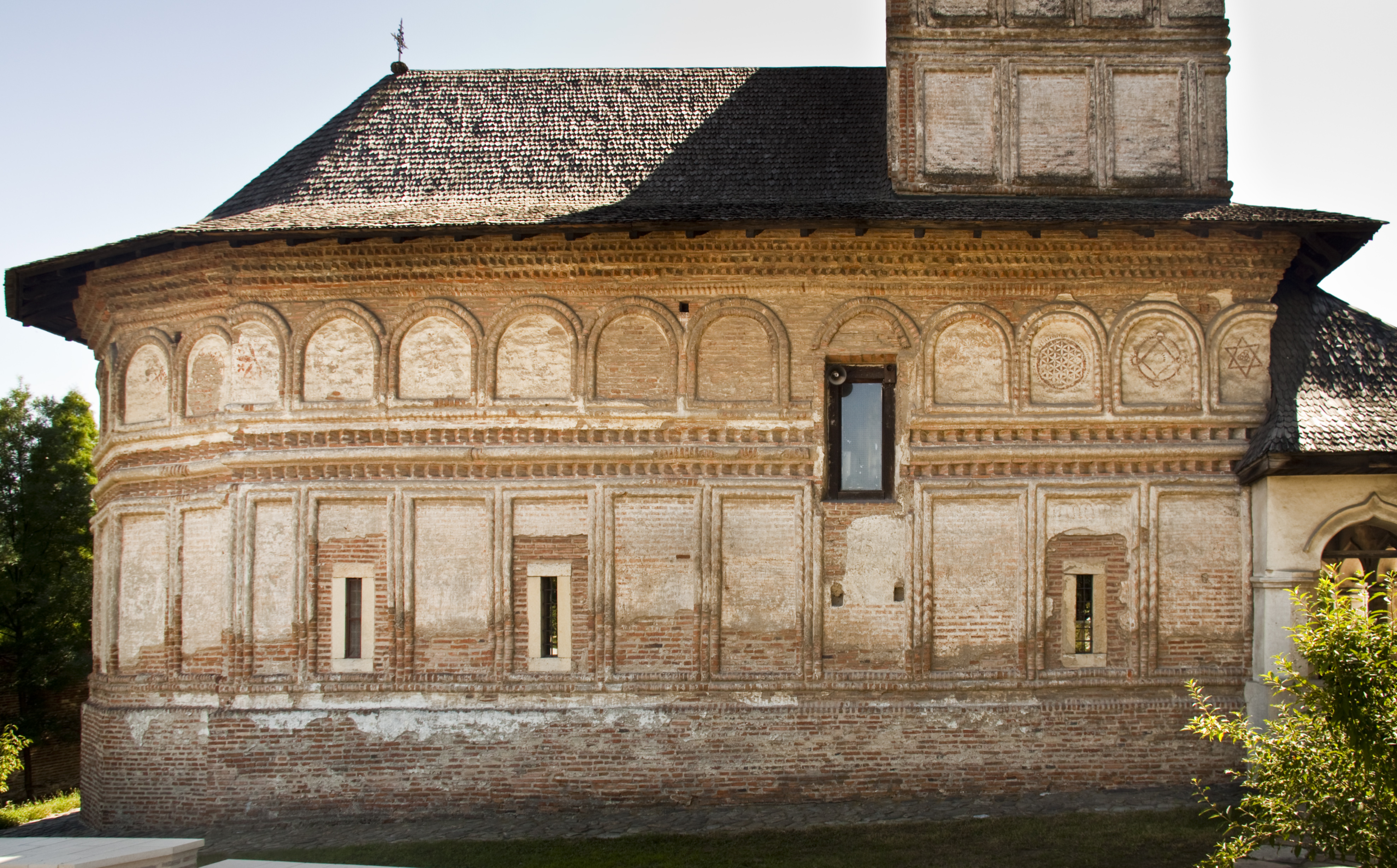
nord
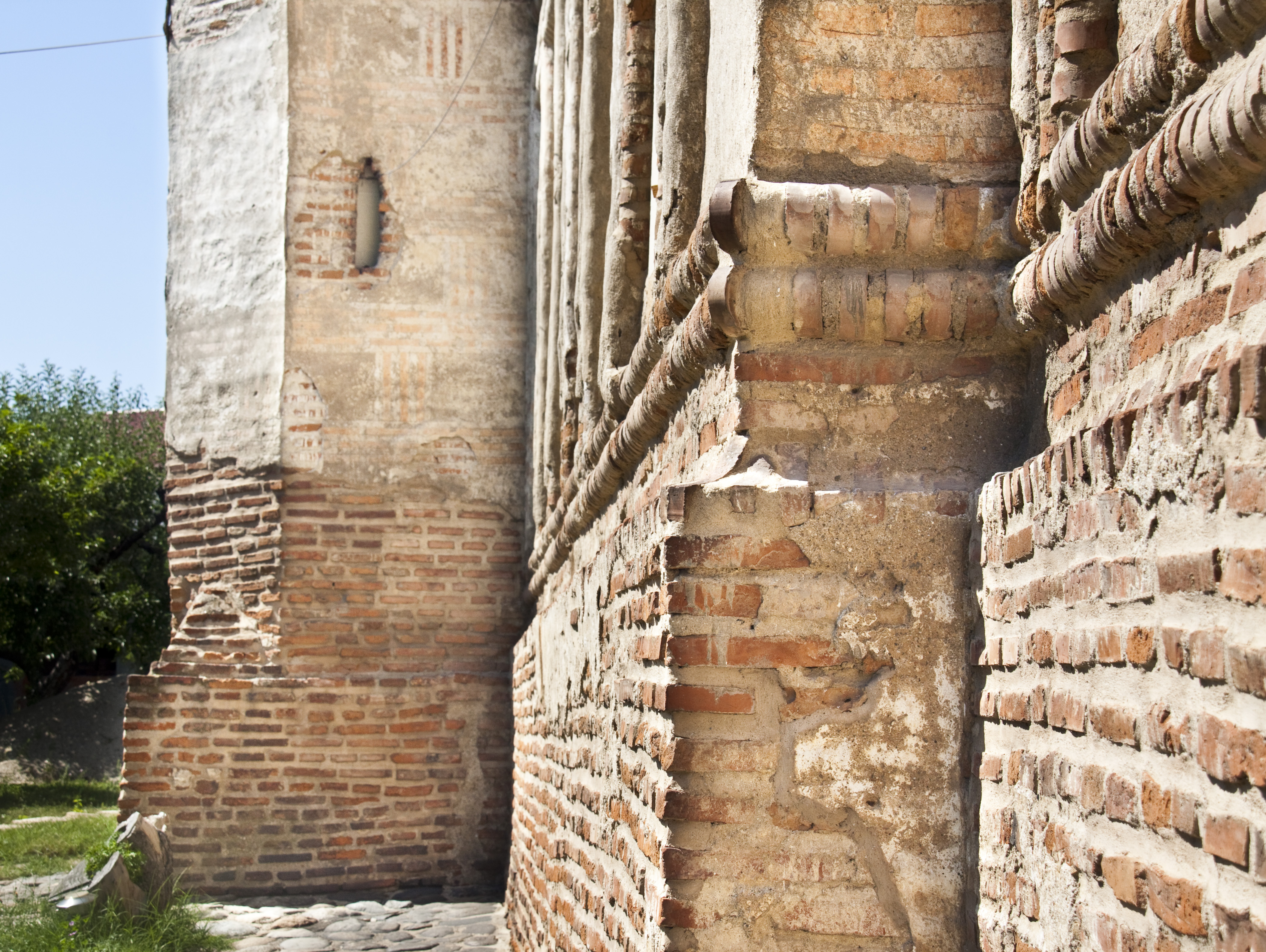
soclul profilat
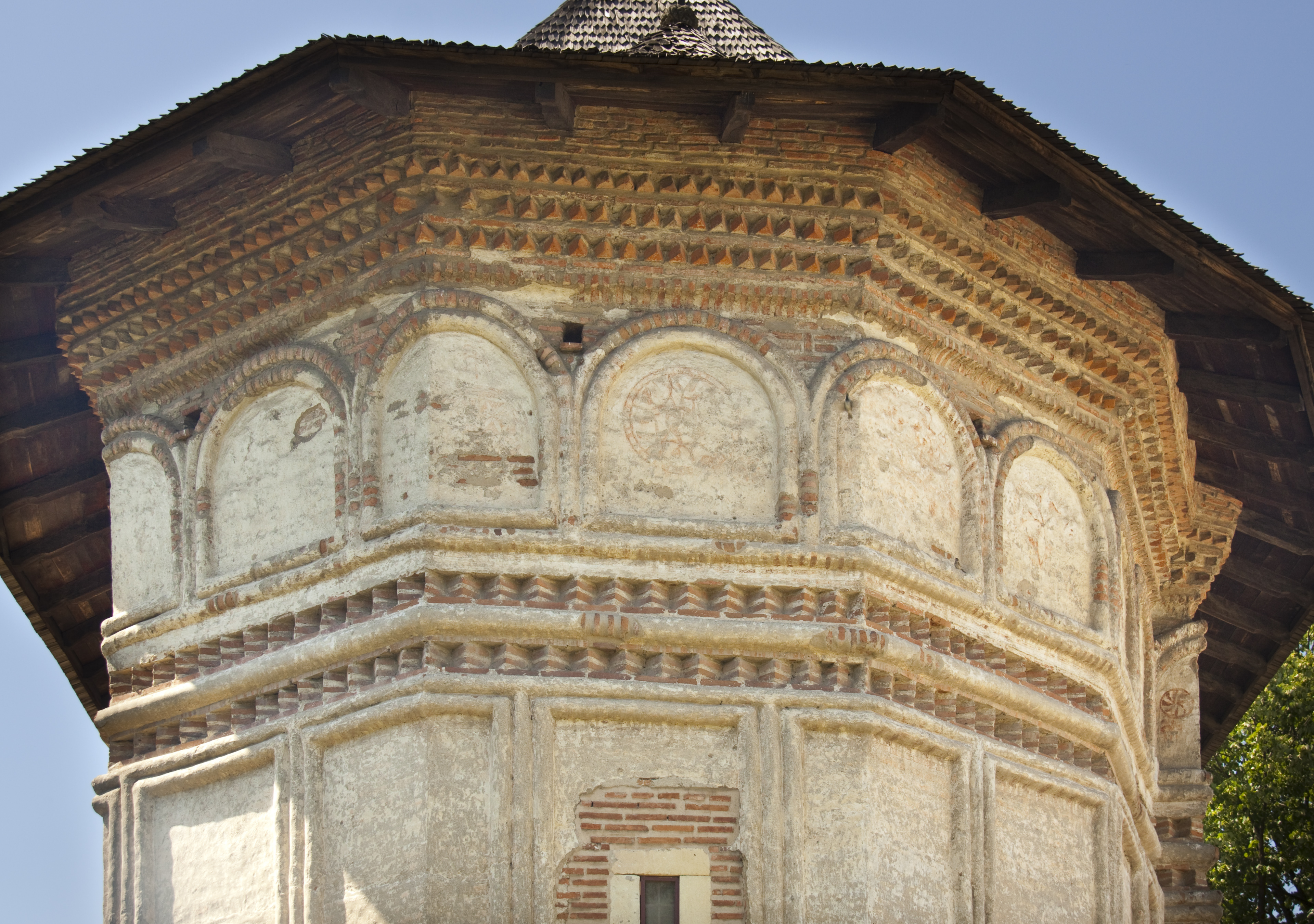
friza sub cornișa altarului
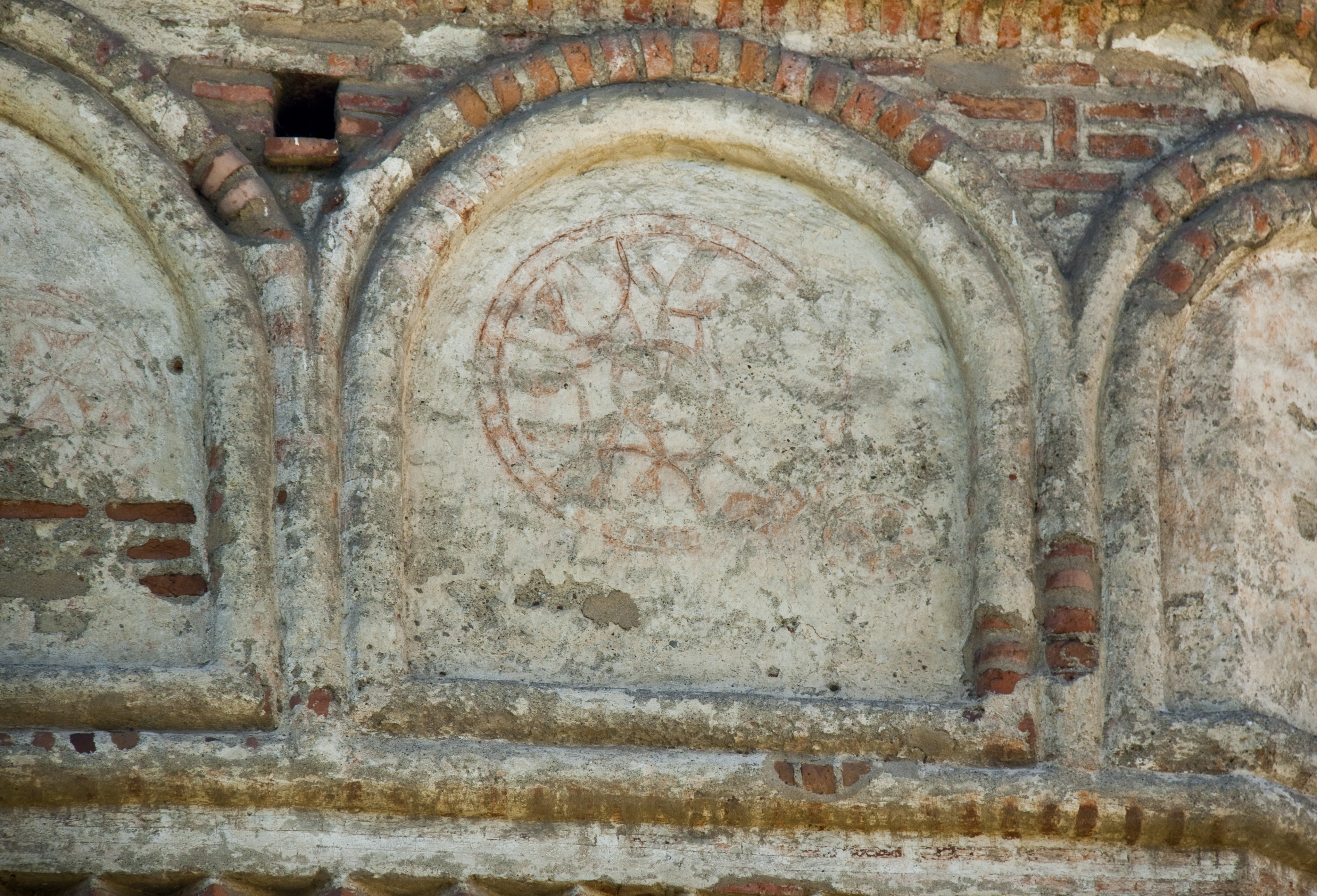
rozete în axul bisericii
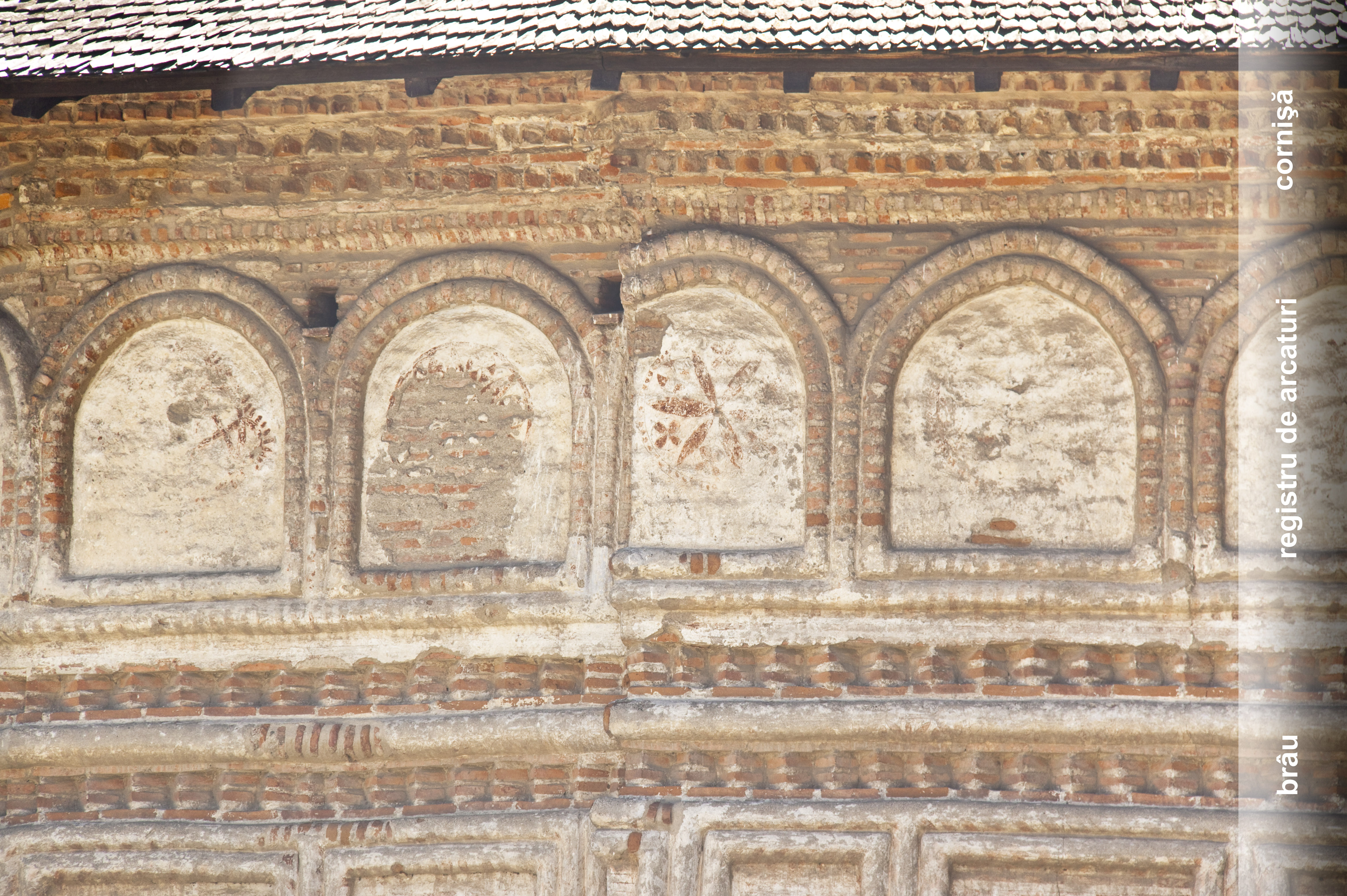
elemente decorative
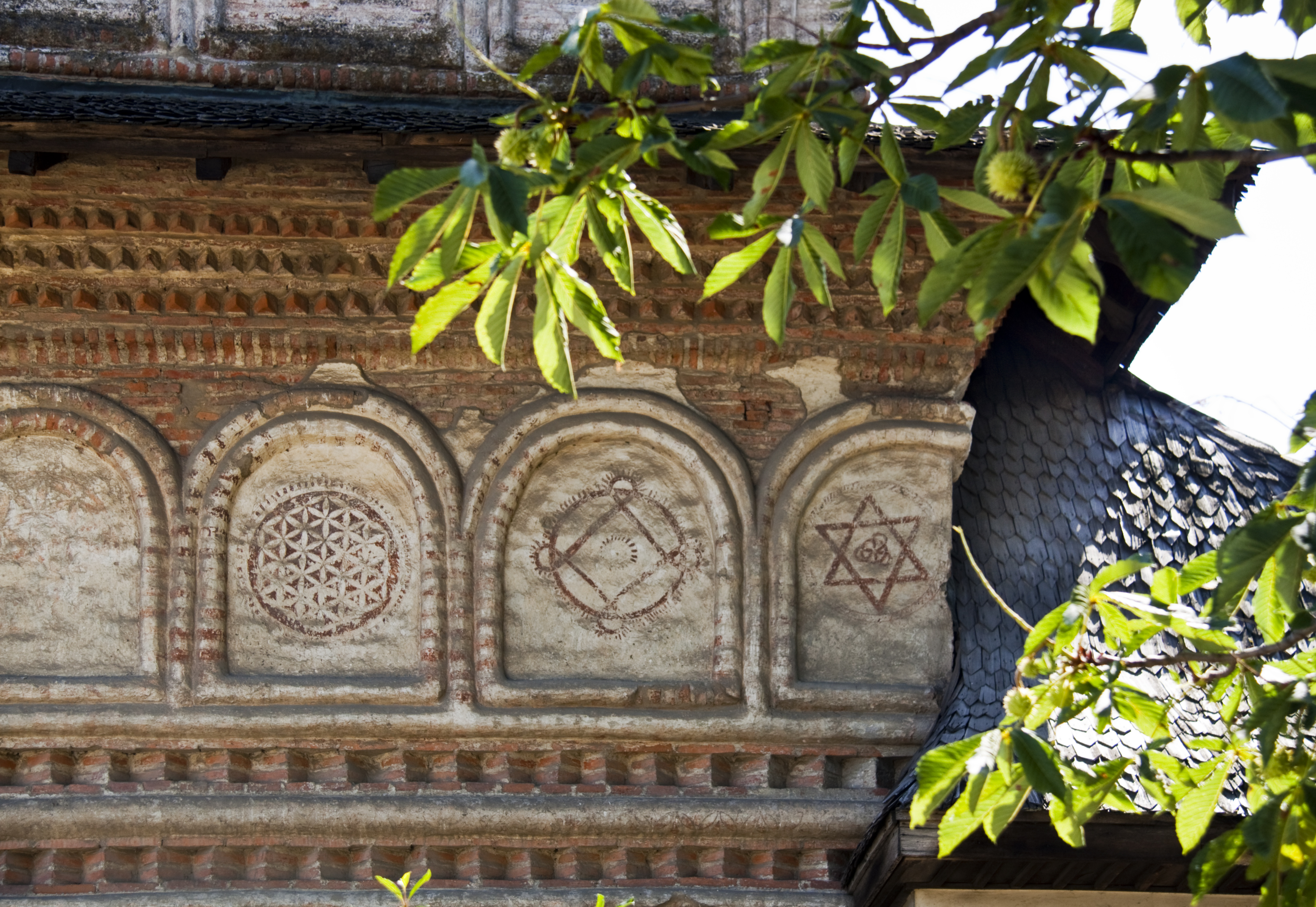
registrul de sus pe latura de nord
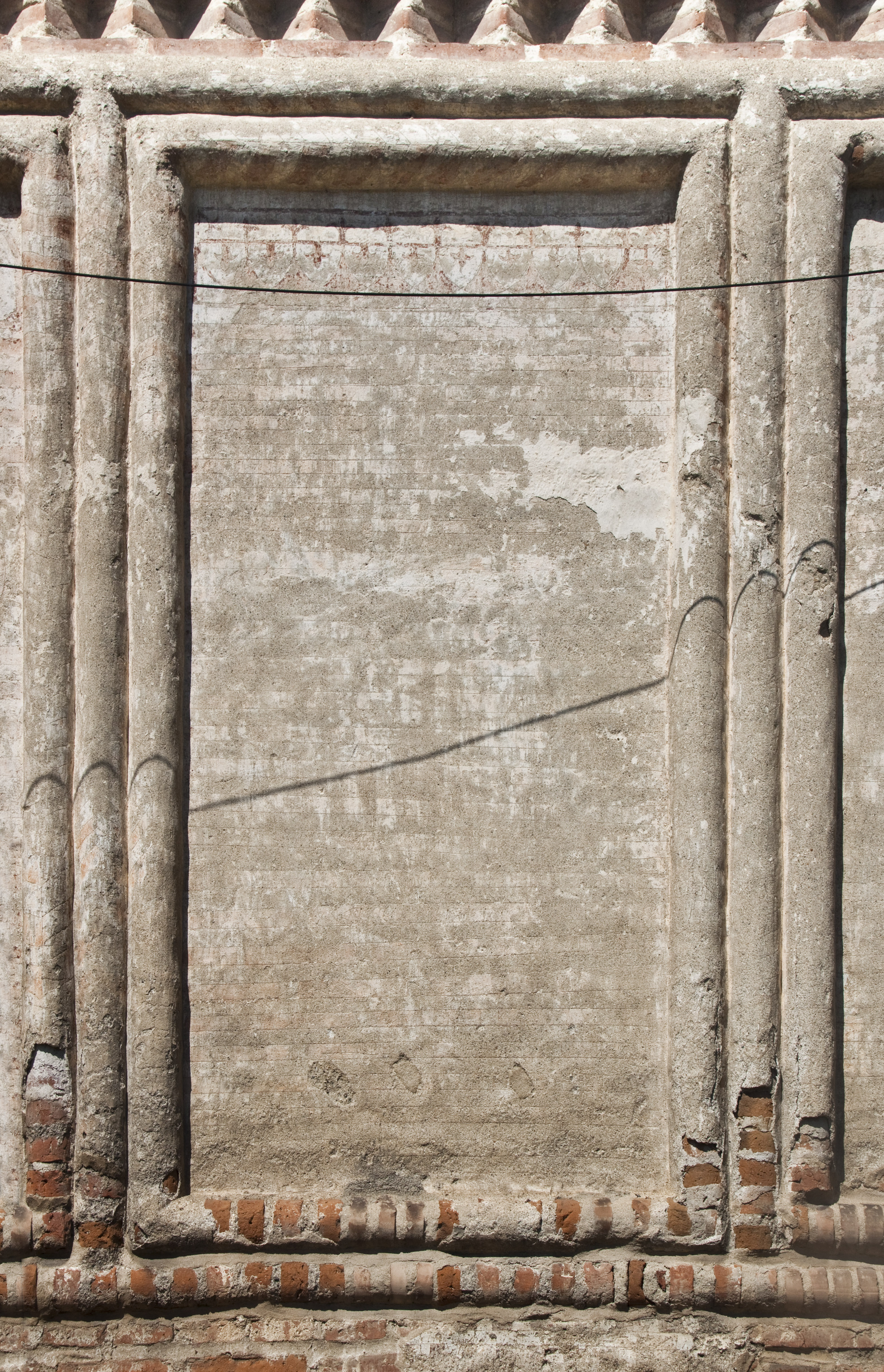
casetă din registru de jos pe latura de sud
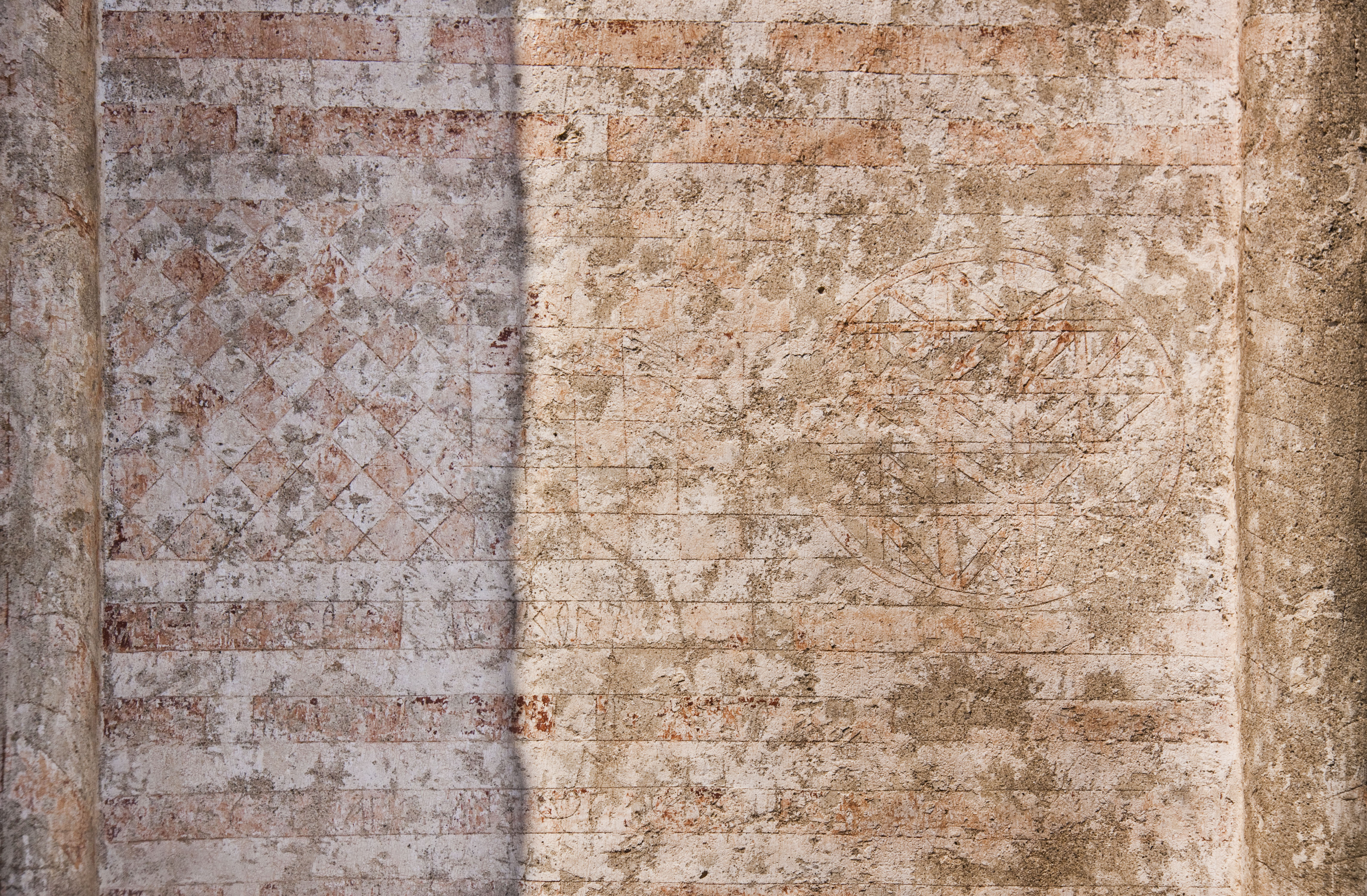
decor original zgâriat și pictat în casetă
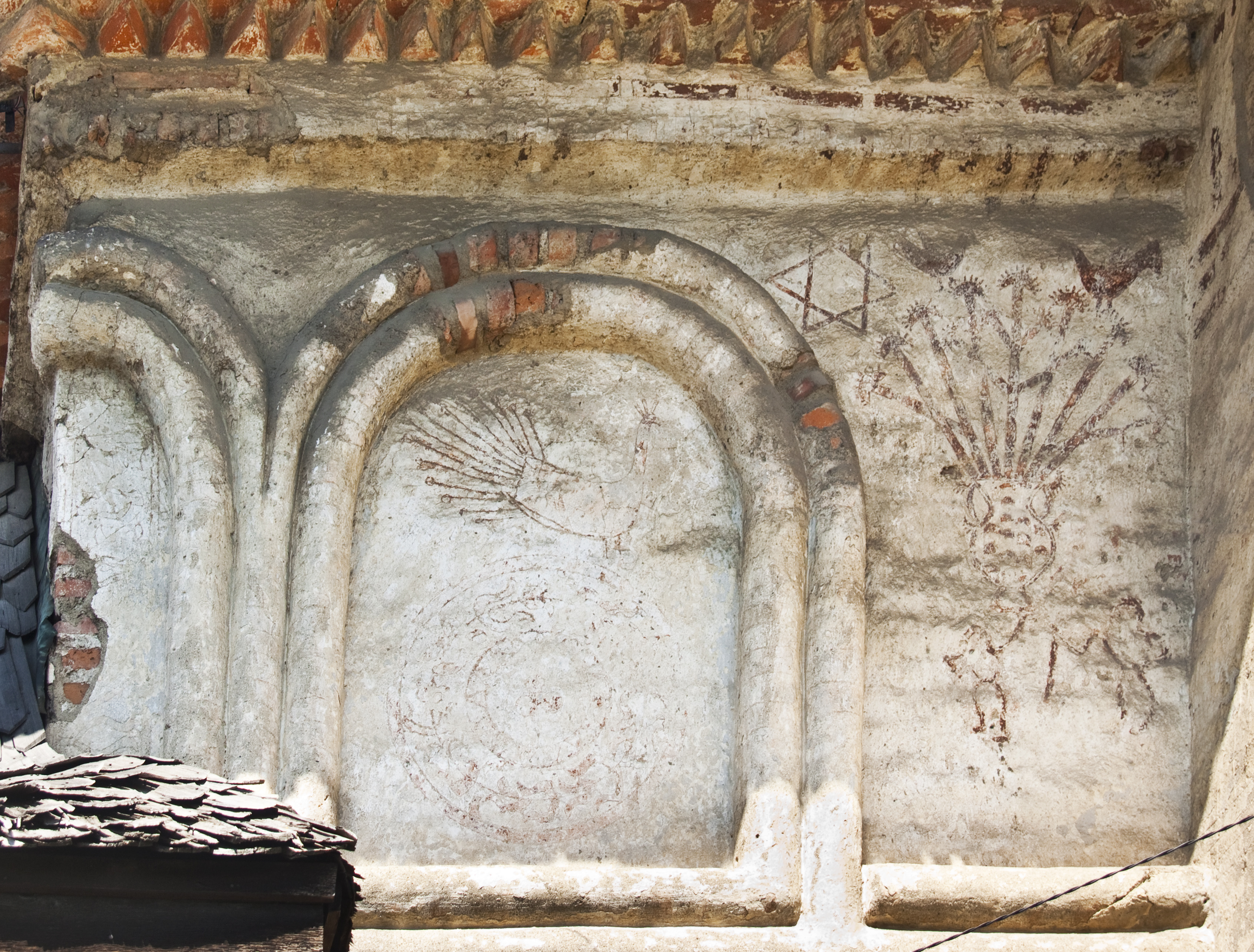
simboluri în arcaturi pe latura de sud
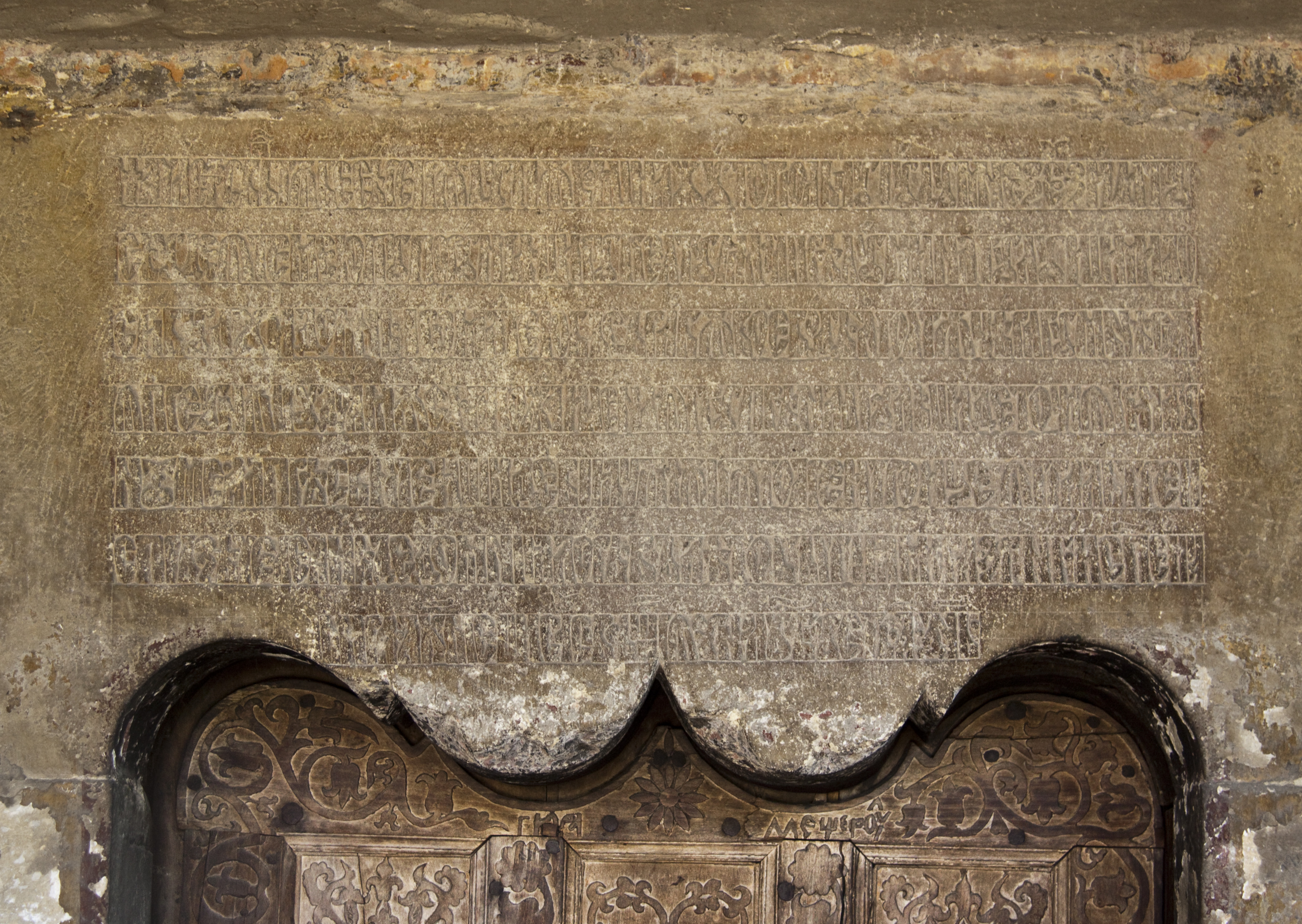
pisanie 1645
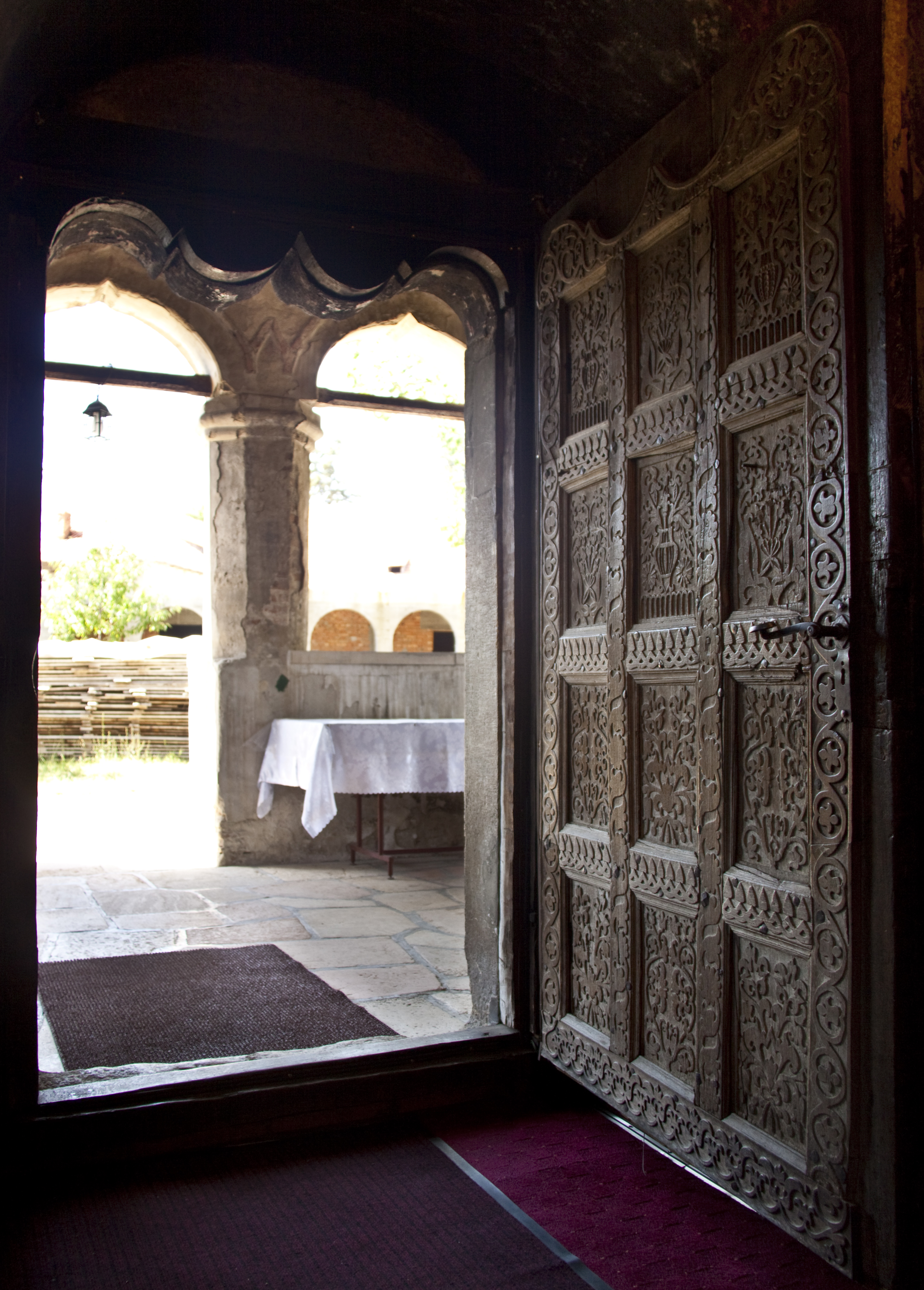
intrarea
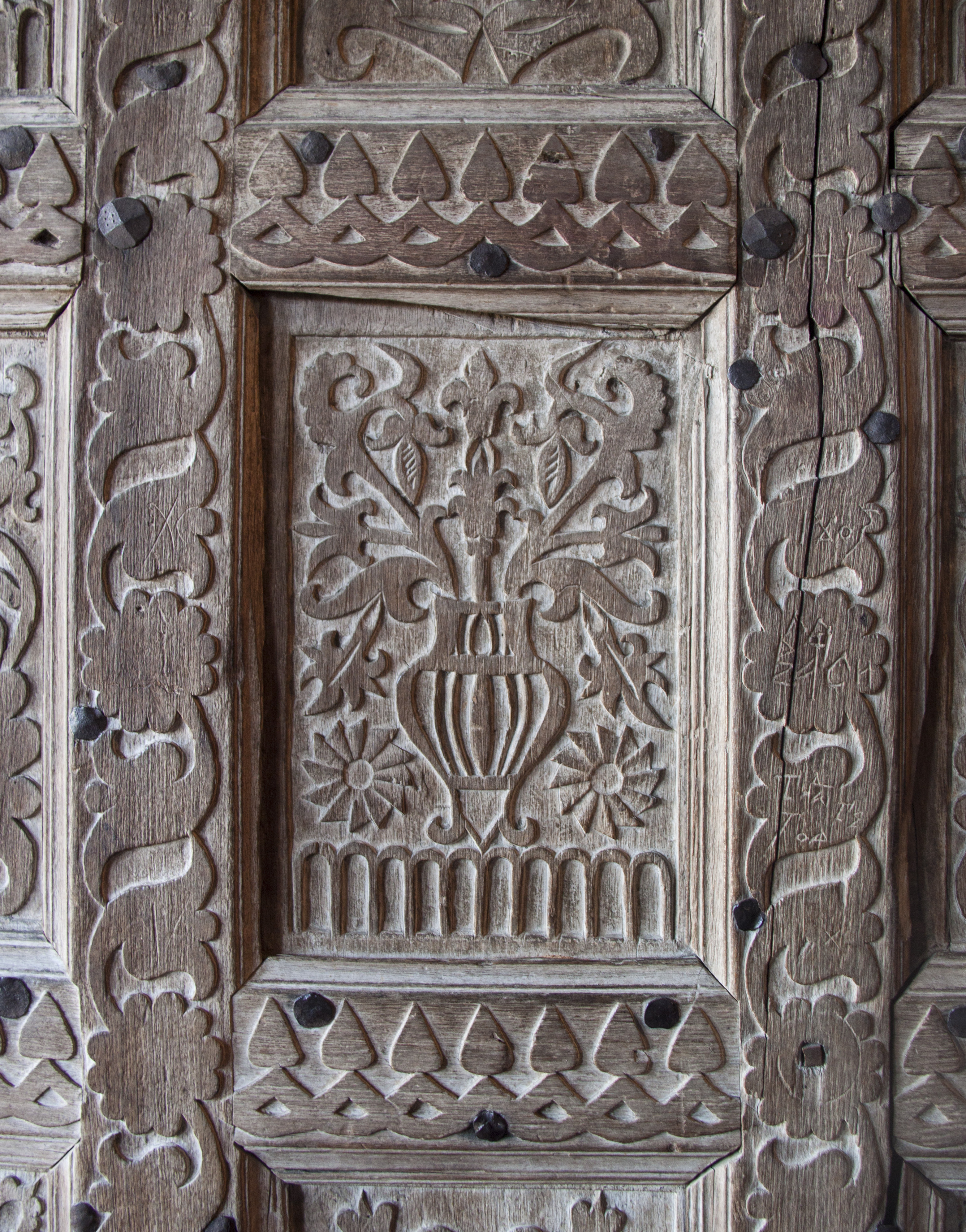
detaliu ușă intrare
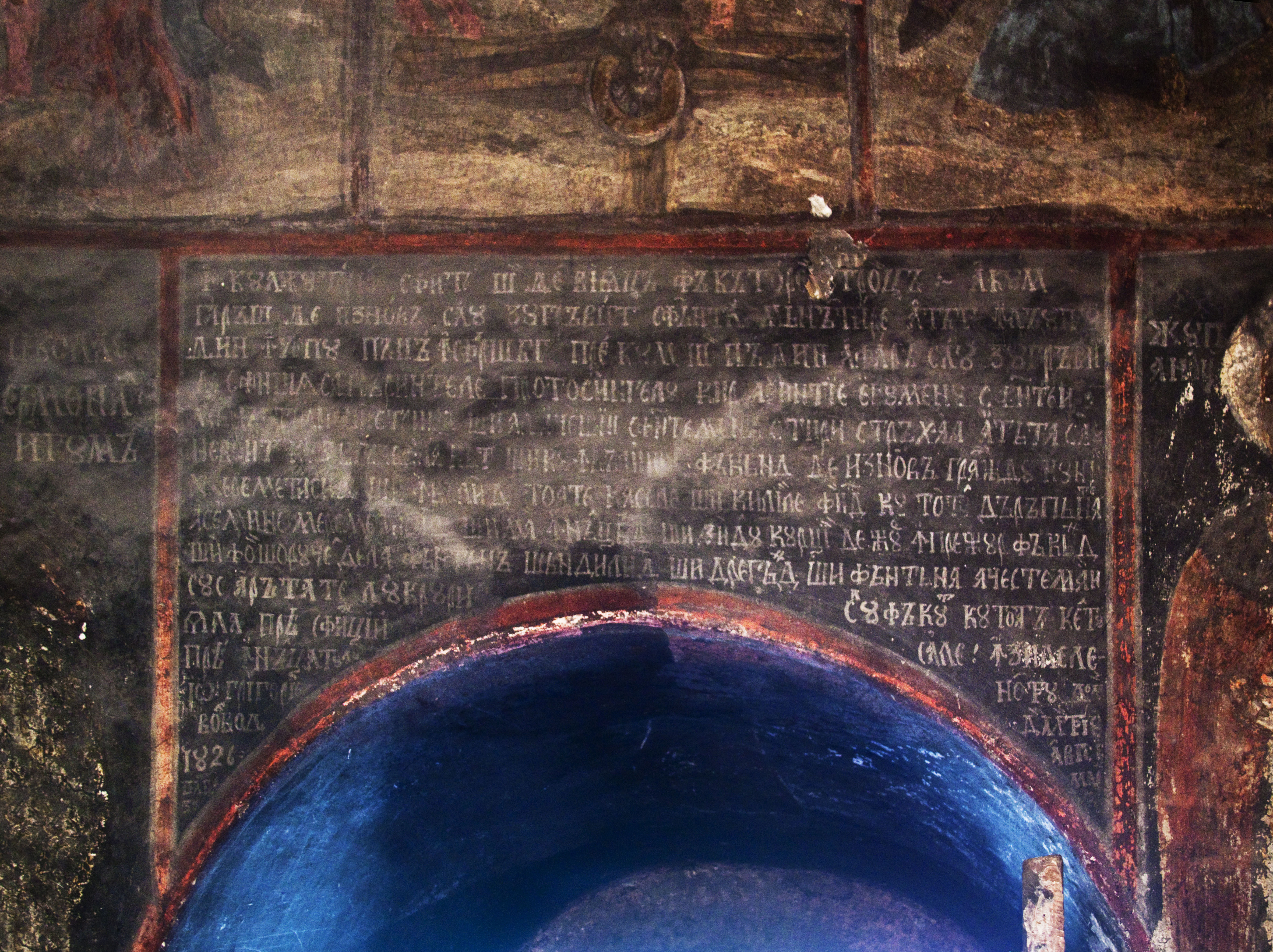
pisanie 1826
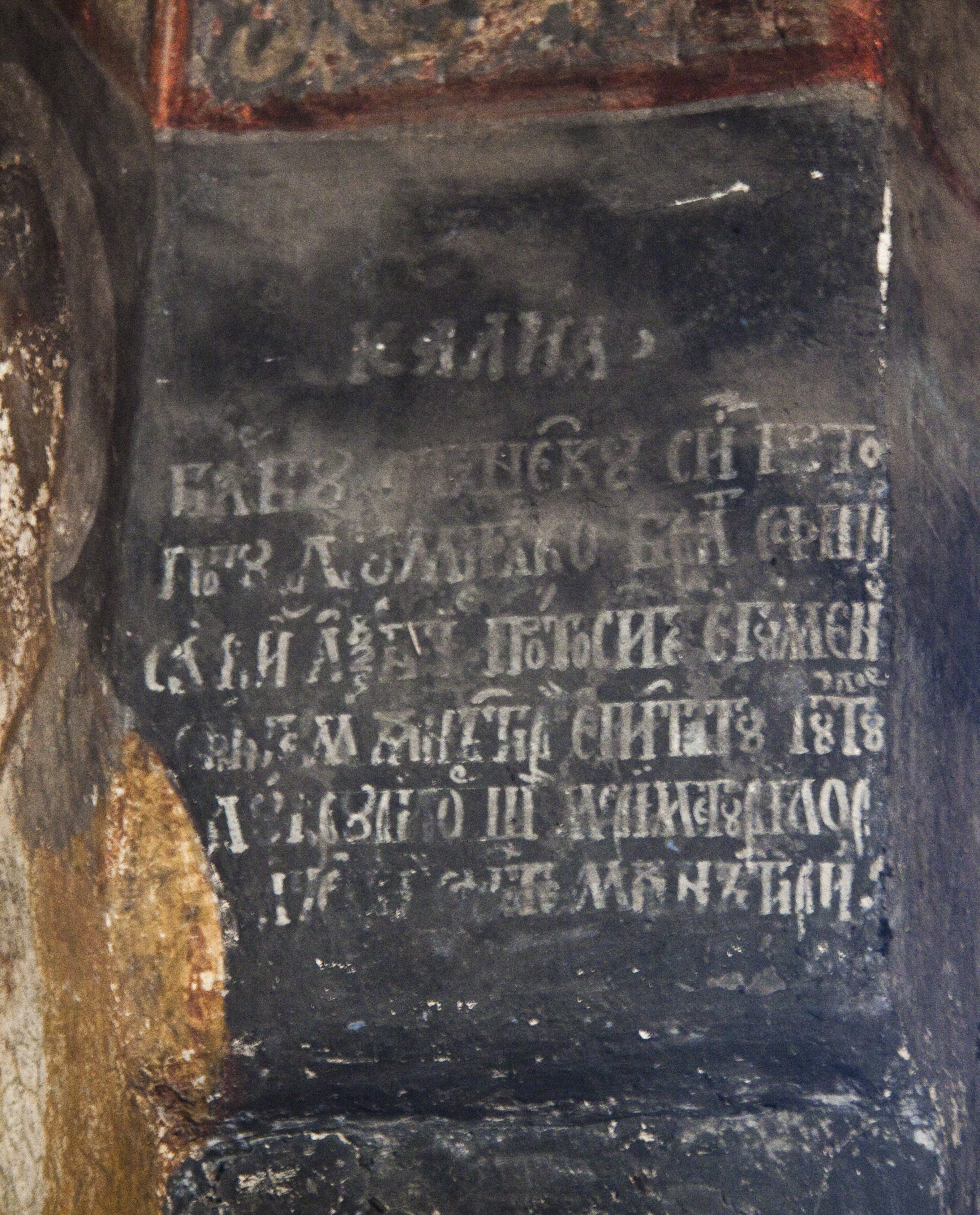
pomelnic 1826
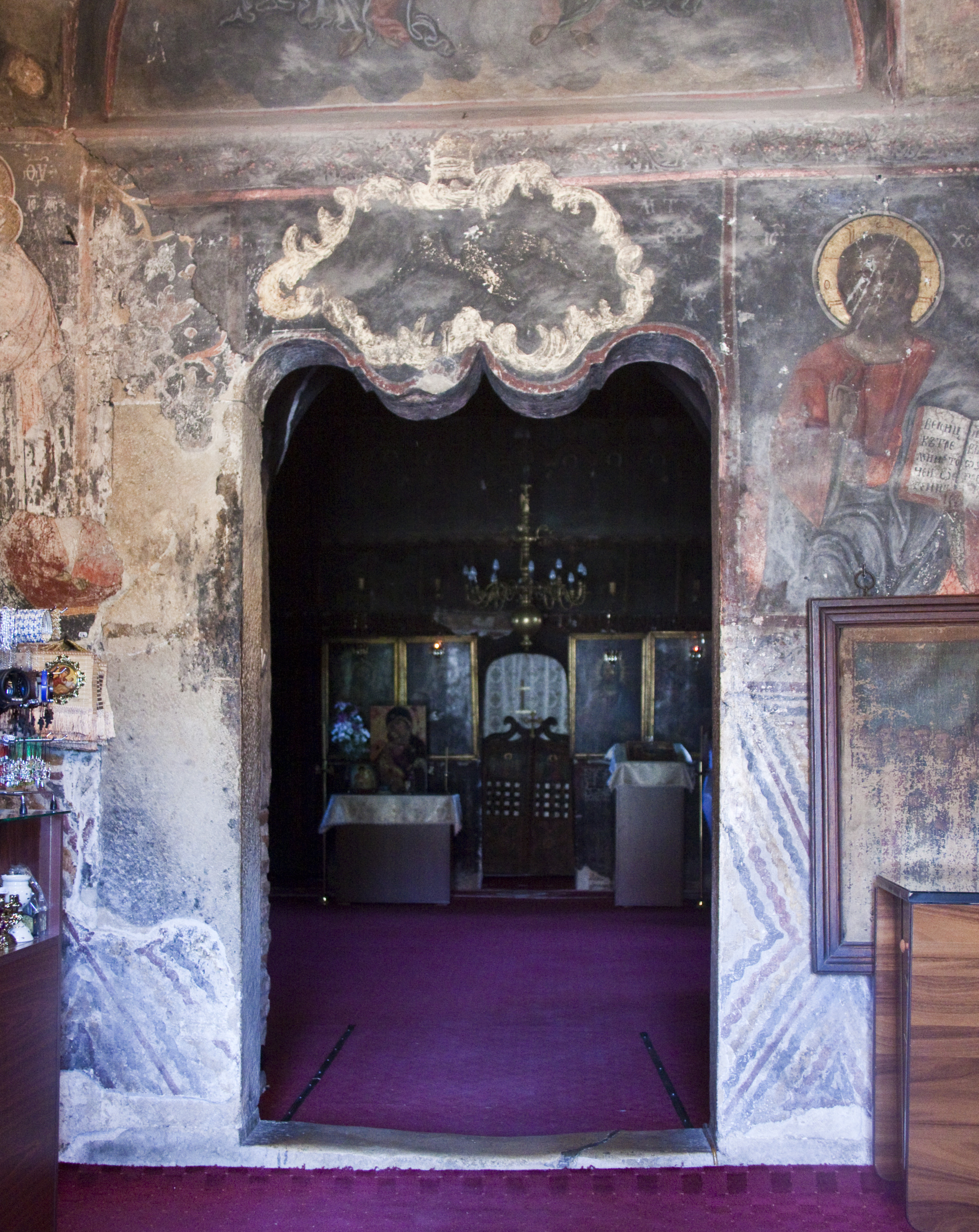
intrarea în naos
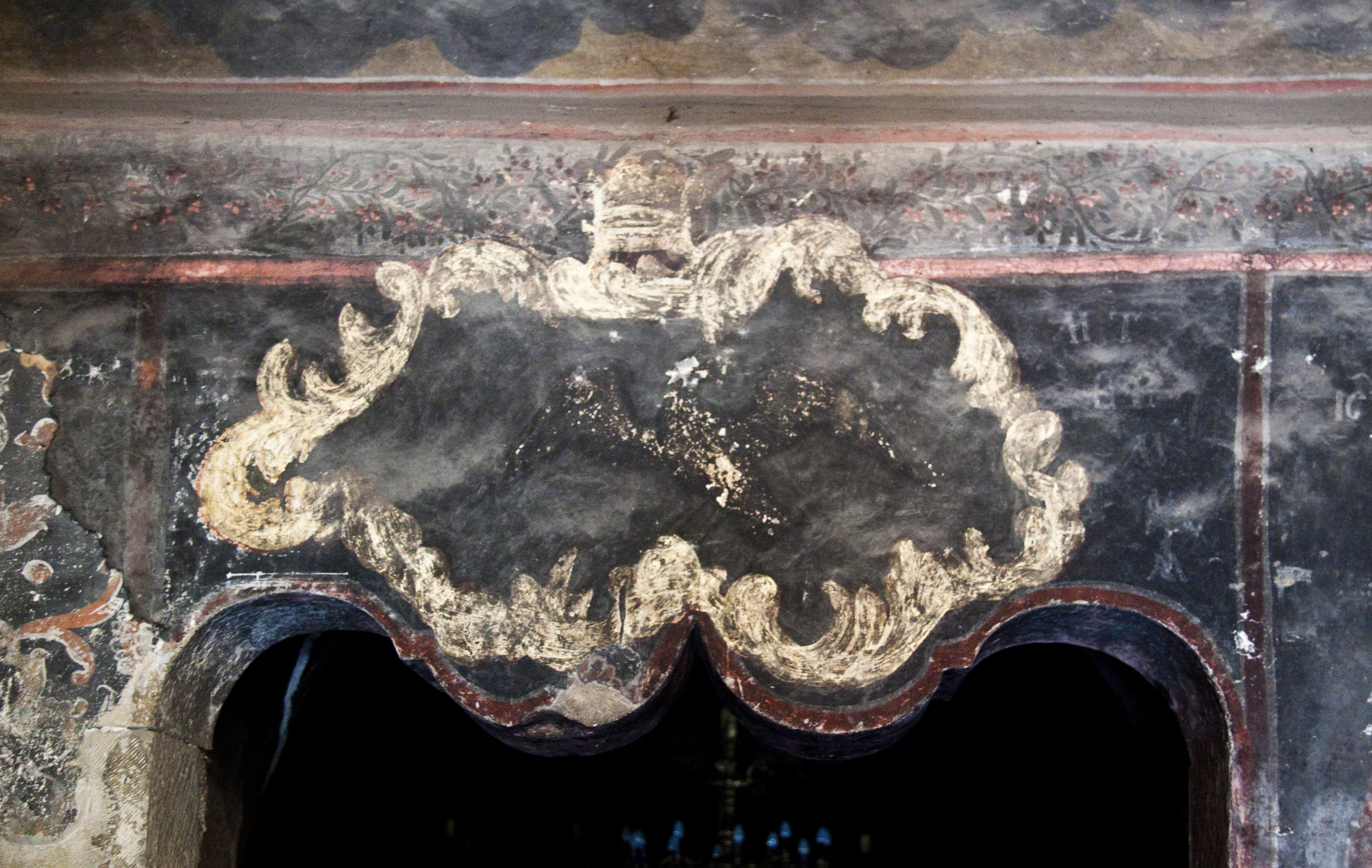
stema țării
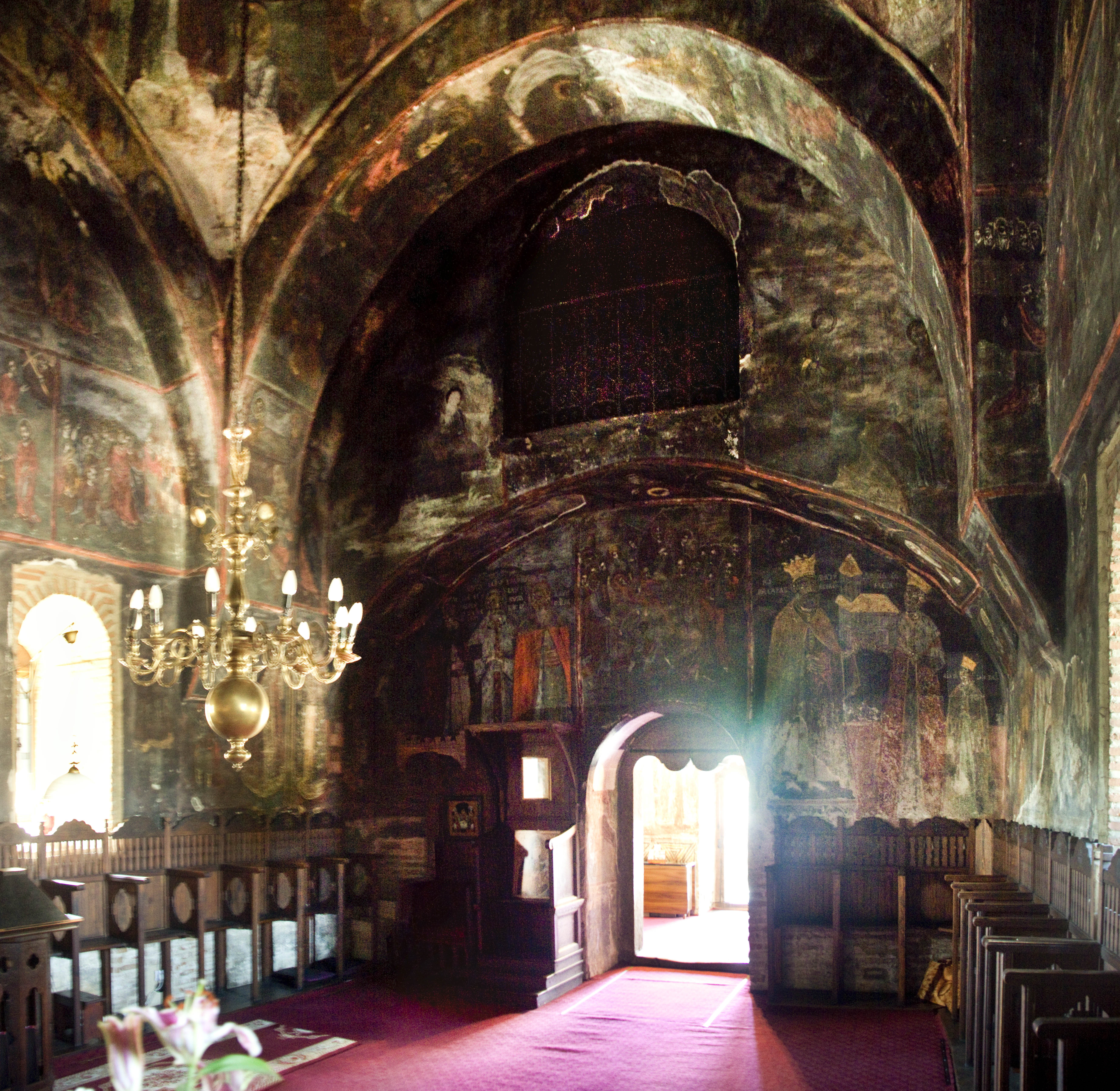
naosul
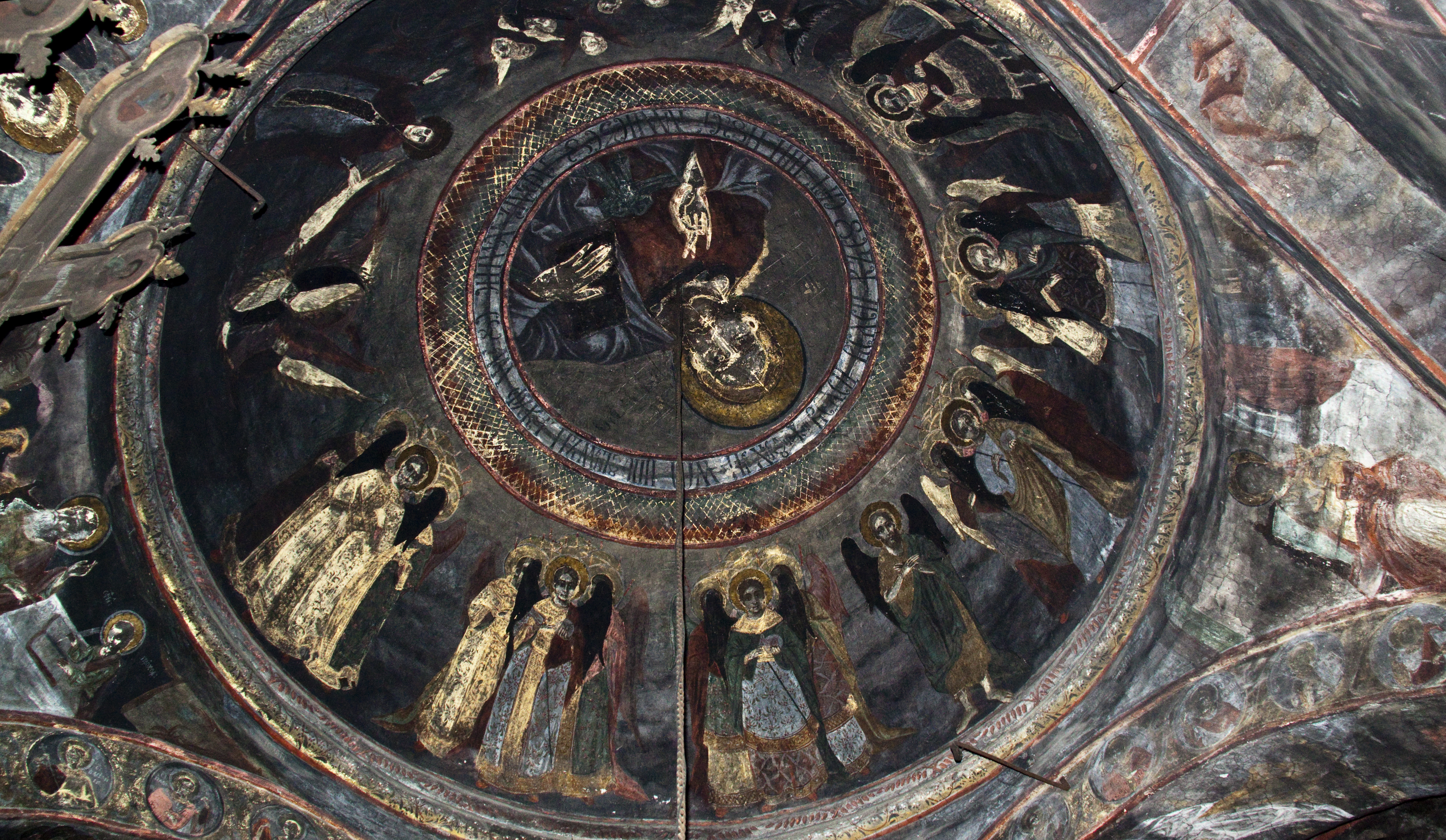
naos, cupola
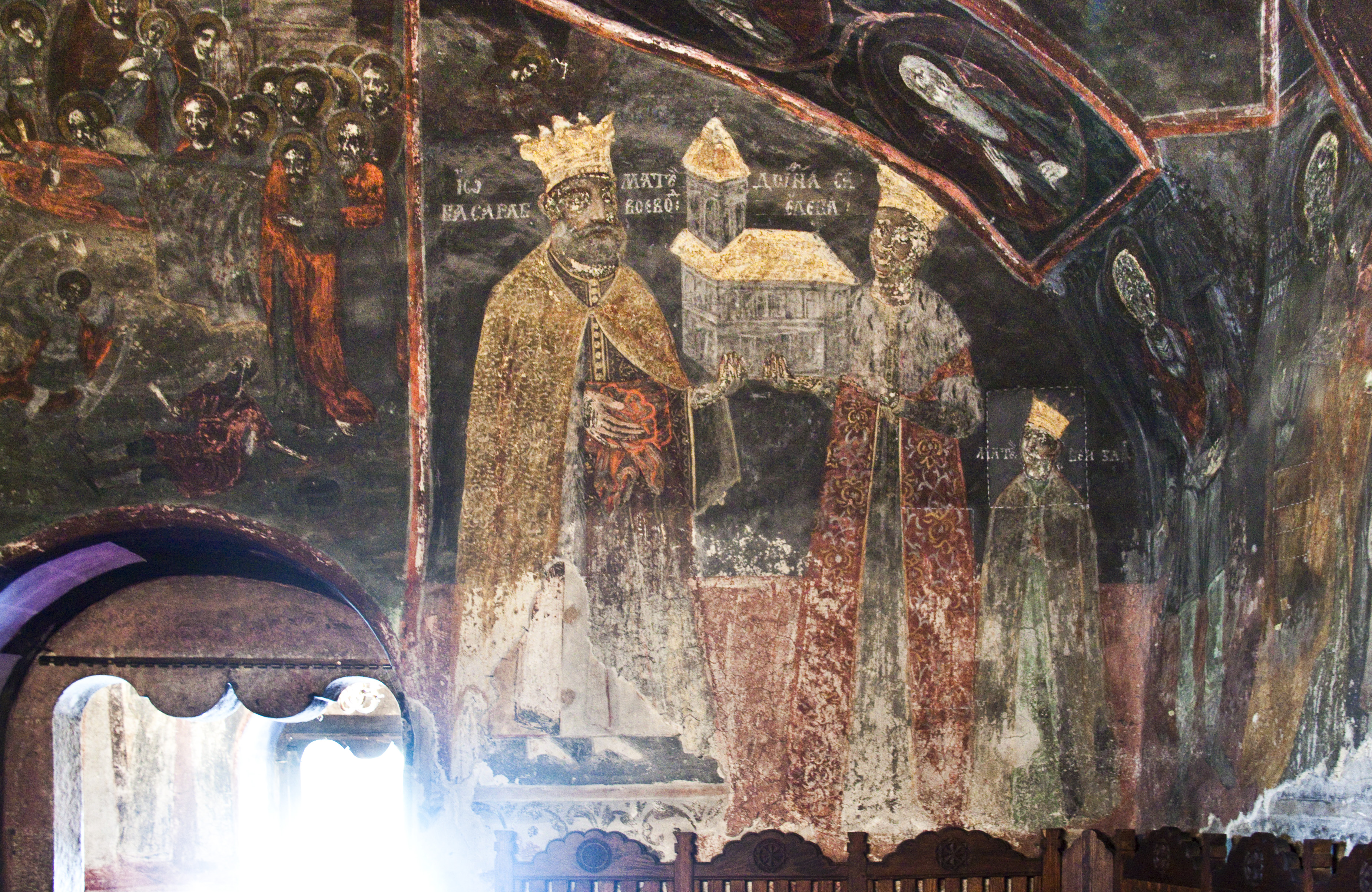
ctitorii cu macheta bisericii
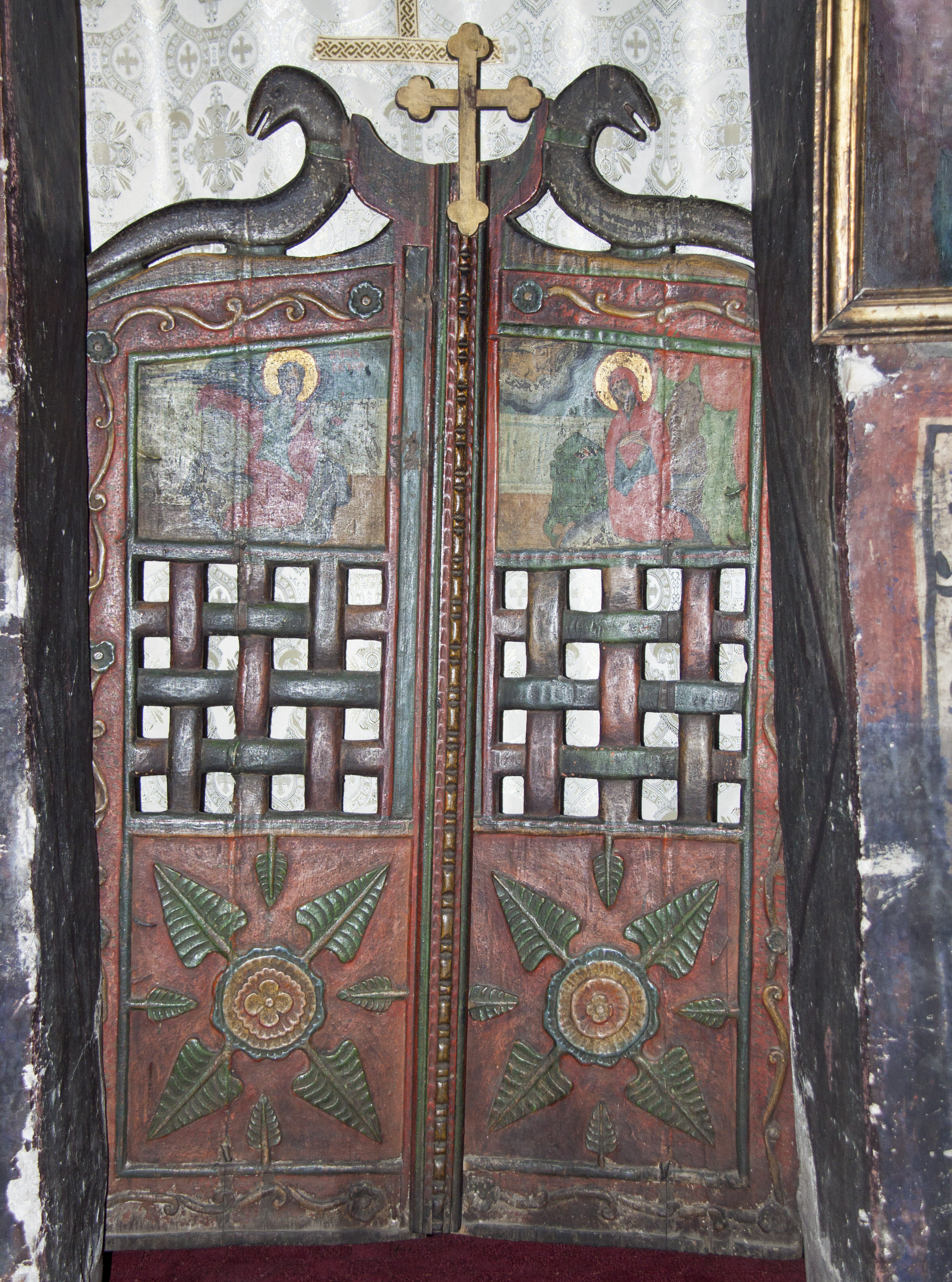
ușile împărătești
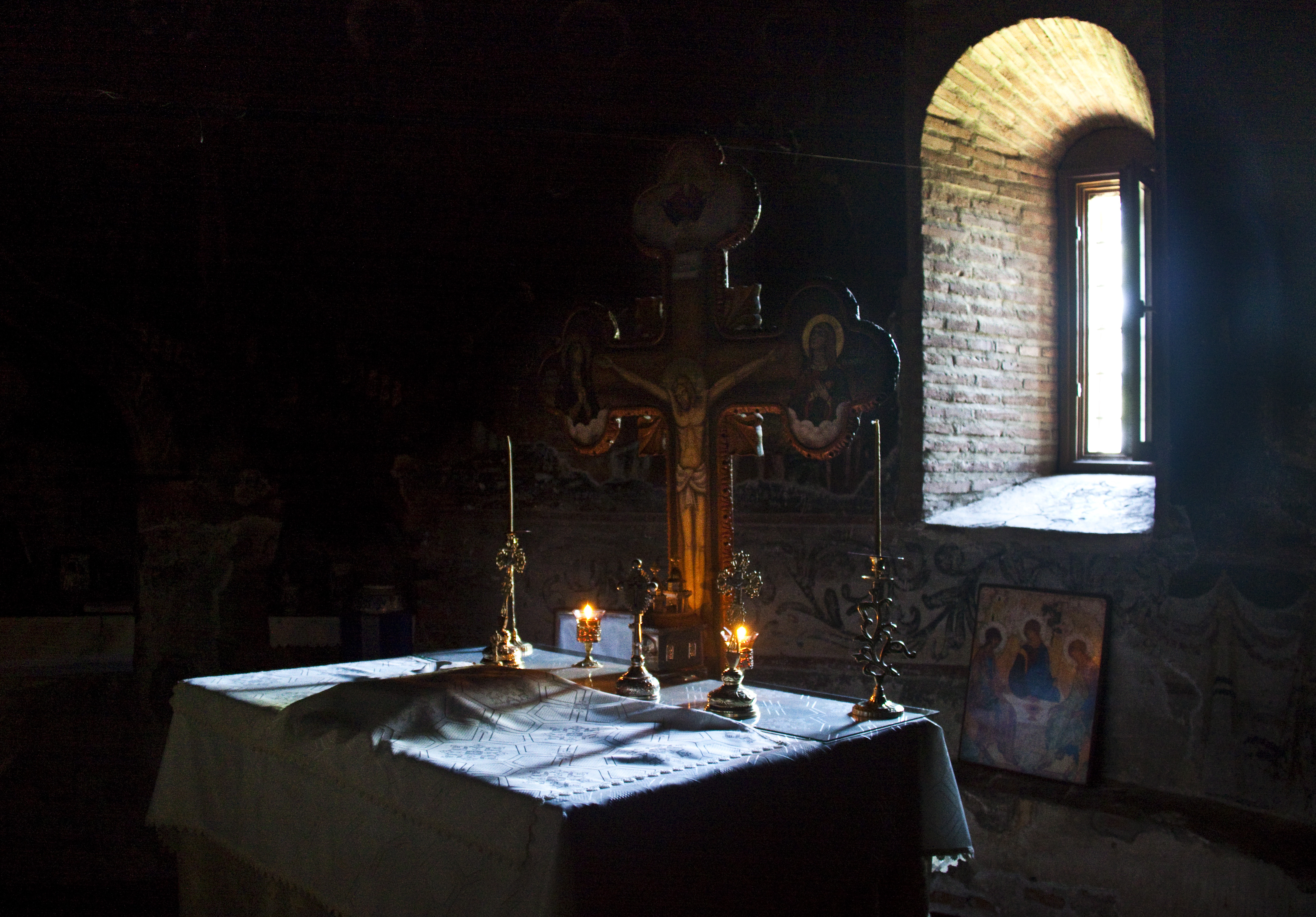
în altar
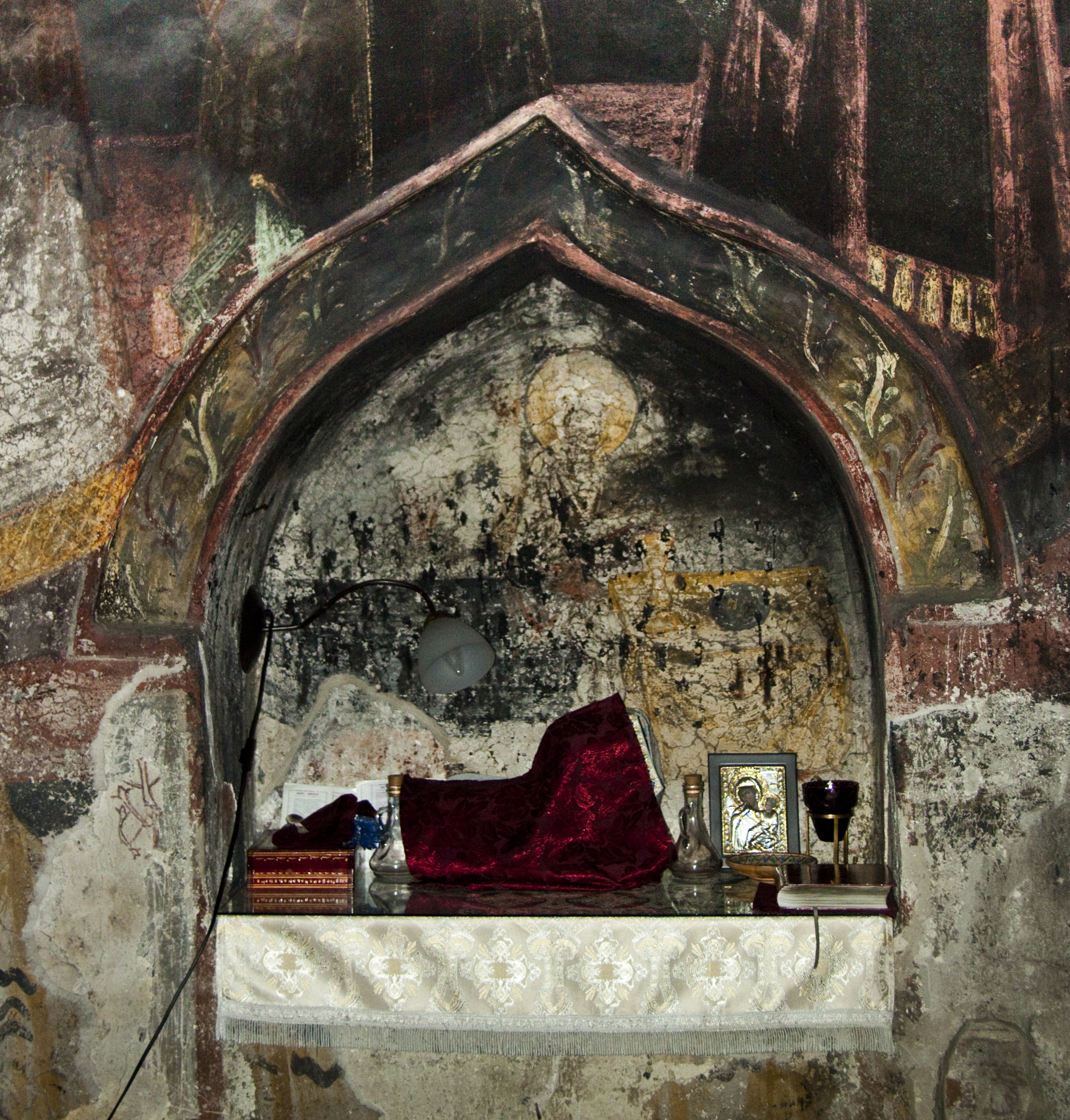
nișa proscomidiei